# Карабахский конфликт

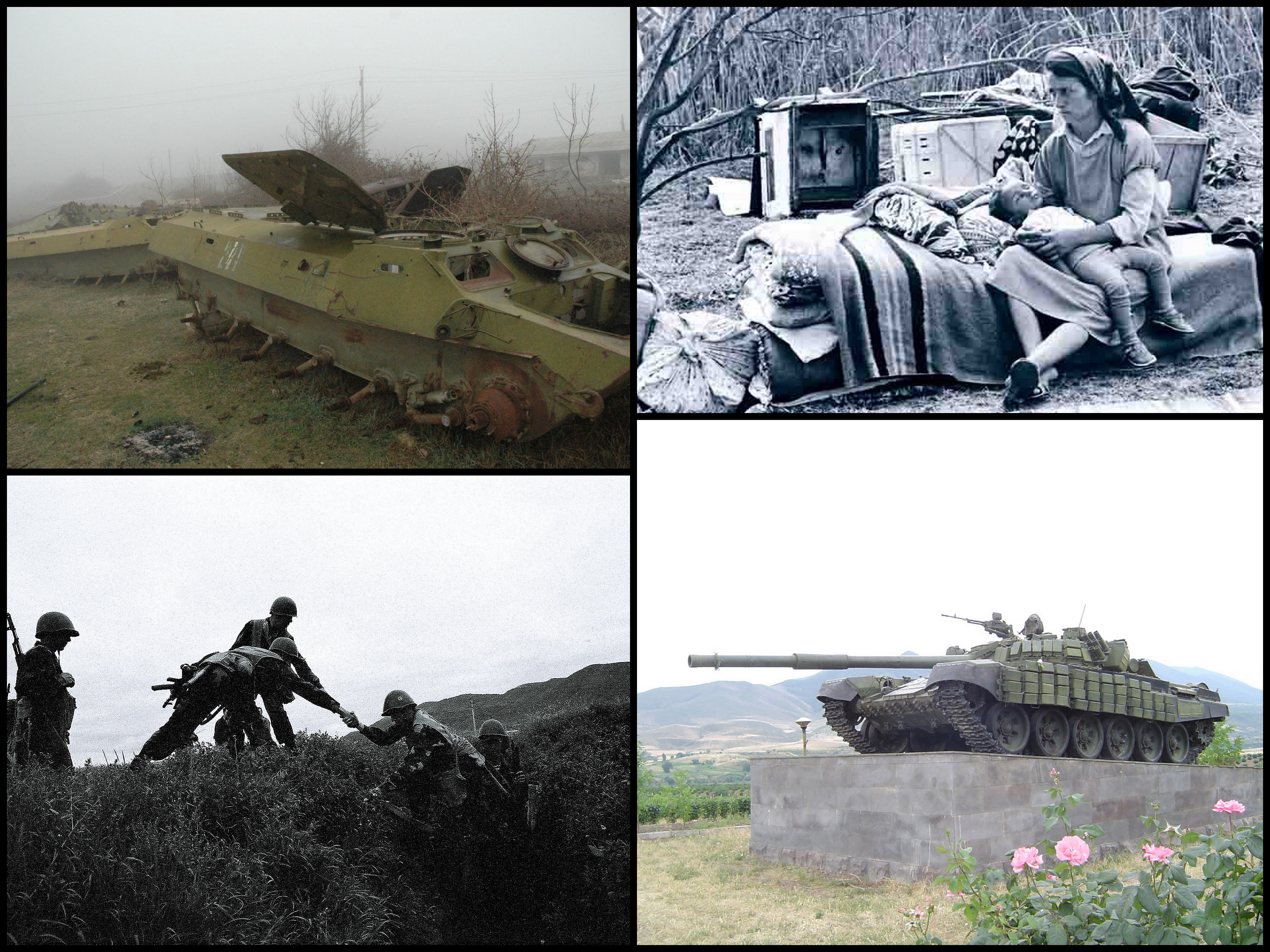
Сверху по часовой стрелке: разбитые азербайджанские бронетранспортёры (2005), внутренне перемещённые лица — азербайджанцы с территорий, перешедших под контроль армян (1993), танк — памятник в Аскеране (2007), солдаты Армии обороны Нагорно-Карабахской Республики

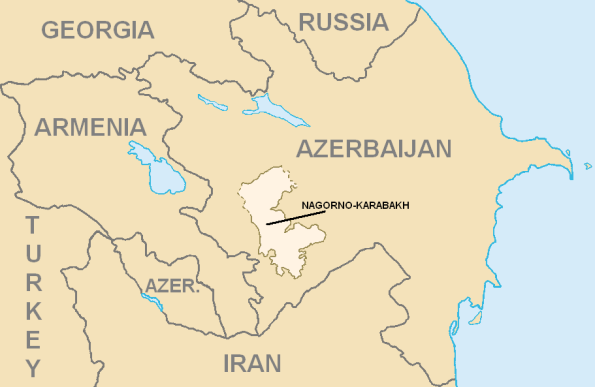
Армения, Азербайджан и бывшая Нагорно-Карабахская автономная область

Караба́хский конфли́кт (азерб. Qarabağ münaqişəsi, арм. Արցախյան հակամարտություն) — этнополитический конфликт в Закавказье между азербайджанцами и армянами вокруг Нагорного Карабаха.
Межобщинный конфликт, имеющий давние исторические и культурные корни, приобрёл новую остроту в годы перестройки в СССР (1987—1988), на фоне резкого подъёма национальных движений в Армении и Азербайджане. К ноябрю — декабрю 1988 года в этот конфликт, как отмечал А. Н. Ямсков, оказалось вовлечено большинство жителей обеих республик, и он фактически перерос рамки локальной проблемы Нагорного Карабаха, превратившись в «открытую межнациональную конфронтацию», которую лишь на время приостановило Спитакское землетрясение. Неготовность советского руководства к адекватным политическим действиям в обстановке обострившихся межнациональных распрей, противоречивость принимаемых мер, декларирование центральными властями равной степени вины Армении и Азербайджана в создании кризисной ситуации привели к зарождению и укреплению в обеих республиках радикальной антикоммунистической оппозиции.
В 1991—1994 годах эта конфронтация привела к масштабным военным действиям за контроль над Нагорным Карабахом и некоторыми прилегающими территориями. По уровню военного противостояния её превзошёл лишь чеченский конфликт, но, как отметил Сванте Корнелл (2000), «из всех кавказских конфликтов карабахский конфликт имеет наибольшее стратегическое и общерегиональное значение. Этот конфликт — единственный на территории бывшего Советского Союза, в который непосредственно вовлечены два независимых государства. Более того, в конце 1990-х годов Карабахский конфликт способствовал формированию на Кавказе и вокруг него противостоящих друг другу группировок государств».
5 мая 1994 года был подписан Бишкекский протокол о перемирии и прекращении огня между Арменией и непризнанной Нагорно-Карабахской Республикой (НКР) с одной стороны и Азербайджаном с другой стороны. В период с 9 мая по 11 мая 1994 года было подписано соглашение о прекращении огня с 12 мая 1994 года.
После завершения Первой Карабахской войны конфликт перешёл в заморожённую фазу, велись переговоры при посредничестве Минской группы ОБСЕ. Тем не менее вдоль линии соприкосновения Нагорного Карабаха периодически происходили эскалации различного масштаба. В апреле 2016 года произошли крупнейшие на тот момент вооружённые столкновения между армянскими и азербайджанскими силами, получившие в прессе название Четырёхдневной войны. В результате произошли небольшие территориальные изменения в пользу Азербайджана.
В сентябре 2020 года конфликт вновь перешёл в фазу новой войны, по итогам которой, в соответствии с заявлением о прекращении огня от 9—10 ноября 2020 года, Азербайджан получил под контроль большую часть ранее потерянных территорий, которые до 2020 года контролировались НКР.
12 декабря 2022 года Азербайджан начал блокаду Нагорного Карабаха, перекрыв Лачинский коридор — единственную транспортную дорогу, связывающую регион с Арменией. 19 сентября 2023 года он начал военные действия против НКР, по результату которых в конце сентября — начале октября практически всё армянское население покинуло регион, органы НКР были расформированы, она сама прекратила существование, а Азербайджан восстановил контроль над всей международно признанной территорией.
Как писала Г. В. Старовойтова, «с точки зрения международного права этот конфликт является примером противоречий между двумя фундаментальными принципами: с одной стороны, права народа на самоопределение, а с другой стороны, принципа территориальной целостности, согласно которому возможно только мирное изменение границ по соглашению».

## Карабах
В центре армяно-азербайджанского конфликта находится Нагорный Карабах. «Карабах», термин, произошедший, по одной из версий, из тюрко-персидского композита, означающего «Чёрный сад», до XX подразумевал территорию, охватывающая как нагорные, так и равнинные смежные территории. Сейчас же существуют две точки зрения: согласно азербайджанской позиции, Нагорный Карабах и Равнинный Карабах являются частью неделимого географического пространства, занимающего территорию между Курой и Араксом и вписывающегося в традиционный кочевой образ жизни между горами и равнинами; армянская позиция же подчёркивает отдельность преимущественно армянонаселённой горной части, которую многие армяне предпочитают называть Арцахом по названию периферийной провинции Великой Армении.
До армян Нагорный Карабах населяли племена неиндоевропейского и нетюркского происхождения. В период классической античности (либо в IV в. до н. э., либо во II в. до н. э.) регион был присоединён к Великой Армении, арменизирован (см. История Нагорного Карабаха#Население правобережья Куры в I тыс. до н. э.) и стал её 10-й провинцией (Арцах). В конце IV в. н. э. во время раздела Армении Арцах отошёл к Персии и был присоединён к её вассальному государству — Кавказской Албании. С середины VII века до конца IX века регион находился под арабским владычеством, в IX—XVI веках входил в состав армянского феодального княжества Хачен.
С начала XVII до середины XVIII века Нагорный Карабах находится под властью союза армянских меликств Хамсы под сюзеренитетом Сефевидов и Афшаридов в составе Карабахского беглербекства. Во второй половине XVIII века Нагорный Карабах с преобладающим армянским населением вошёл в Карабахское ханство, а в 1813 году в составе Карабахского ханства по Гюлистанскому мирному договору — в Российскую империю.

## Предыстория конфликта

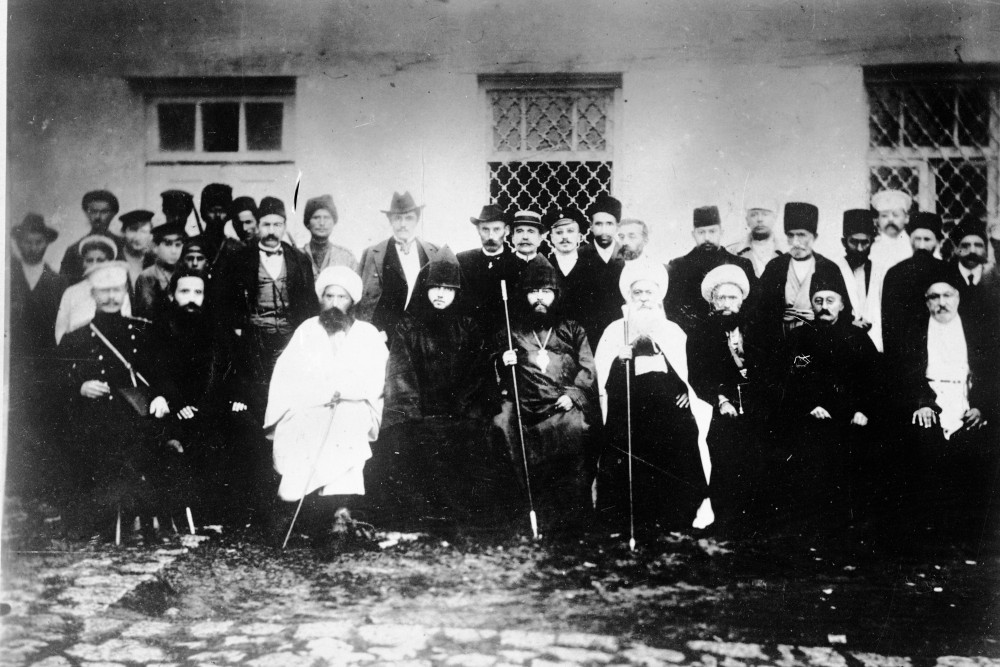
Карабахская комиссия по перемирию 1906 г.

В начале XX века Нагорный Карабах дважды (в 1905—1906 и 1918—1920 гг.) становился ареной кровопролитных армяно-азербайджанских столкновений (подробнее см. История Нагорного Карабаха).
В мае 1918 года в связи с революционными событиями и распадом российской государственности в Закавказье были провозглашена сначала самостоятельная Закавказская демократическая федеративная республика, а позже — три независимых государства: Грузинская Демократическая Республика (главным образом на территории Тифлисской и Кутаисской губерний, Батумской области и Сухумского округа), Республика Армения (основа территории — Эриванская губерния, а также Карсская область, захваченная на тот момент Османской империей) и Азербайджанская Демократическая Республика (преимущественно на землях Бакинской и Елизаветпольской губерний и Закатальского округа).
Азербайджан и Армения практически сразу же оказались вовлечены в конфликт за территории со смешанным населением: Нагорный Карабах, Нахичевань, Казах и Зангезур.
Об аргументах Азербайджана и Армении касательно территориальных притязаний на Карабах в 1918 году см. Армяно-азербайджанская война (1918—1920)#Елизаветпольская губерния
Азербайджан претендовал на нагорную часть Карабаха ввиду его летних пастбищ, от которых зависело выживание азербайджанских кочевников, традиционно занимающихся сезонным скотоводством между горами и равнинами Карабаха. Армянское население же, составлявшее большинство оседлого населения нагорной части Карабаха, отказывалось подчиняться властям АДР. Созванный 22 июля 1918 года в Шуше Первый съезд армян Карабаха провозгласил Нагорный Карабах независимой административно-политической единицей и избрал собственное Народное правительство (с сентября 1918 г. — Армянский национальный совет Карабаха). Противостояние между Азербайджаном и местным армянским правительством продолжалось до лета 1919 года включительно, когда под давлением Азербайджана Съезду армян Карабаха пришлось признать азербайджанскую юрисдикцию вплоть до соответствующего решения Парижской мирной конференции.
В марте 1920 началось антиазербайджанское восстание в Карабахе, подготовленное эмиссарами из Армении, в ходе которого армянское ополчение атаковало азербайджанские гарнизоны в Ханкенди, Шуше, Аскеране, Тертере и т. д. Восстание провалилось, и азербайджанским частям после нескольких дней боёв удалось восстановить контроль над Шушой, но в сельской местности Нагорного Карабаха бои продолжались вплоть до советизации Азербайджана 28 апреля 1920 года. В мае 1920 года части 11-й Армии РККА во взаимодействии с азербайджанскими войсками заняли территорию Карабаха.

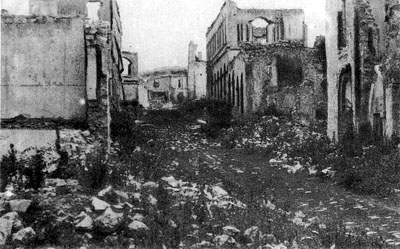
Руины армянского квартала города Шуша после событий 1920 г.

В течение 1920—1921 гг. вопрос о принадлежности Нагорного Карабаха решался при посредничестве большевиков. Ввиду сложившейся военно-политической ситуации в соседнем Зангезуре 3 июня 1921 года пленум Кавбюро ЦК РКП(б) постановил передать Нагорный Карабах Армении, однако окончательное решение, основанное, главным образом на интересах азербайджанских кочевников, мигрирующих между Нагорным и Равнинным Карабахом, было принято пленумом Кавбюро ЦК РКП(б), состоявшимся 5 июля того же года — «Нагорный Карабах оставить в пределах Азербайджанской ССР, предоставив ему широкую областную автономию».
В июле 1923 года районы Азербайджанской ССР с преимущественно армянским населением (части Шушинского, Джебраильского, Джеванширского и Зангезурского уездов) были объединены в автономное образование (Автономная область Нагорного Карабаха (АОНК) (с 1937 года — Нагорно-Карабахская автономная область (НКАО)).
При этом часть территорий, на которых этническим большинством являлись армяне, остались за пределами АОНК и были включены в состав двух районов АзССР, граничивших с НКАО (Шаумяновского и Ханларского).
Конституция Азербайджанской ССР 1937 года провозгласила армянский язык языком судопроизводства в НКАО, закрепив также опубликование на армянском языке решений и распоряжений Совета депутатов трудящихся НКАО. В Степанакерте на армянском языке издавались газеты «Советский Карабах» и «Метаксагорц» («Шелководство»), в районных центрах — газеты «Кармир дрош», «Барекамутюн», «Ашхатанк» и «Колтнтесакан». С 1932 года в Степанакерте функционировал Государственный армянский драматический театр имени Максима Горького, с 1969 года — Степанакертский государственный педагогический институт.
В 1960-е годы социально-экономическая напряжённость в НКАО несколько раз перерастала в массовые беспорядки. В адрес руководства Азербайджанской ССР высказывались обвинения в экономической дискриминации НКАО, а также в попытках изменить демографическую структуру автономной области (в 2002 году Гейдар Алиев подтвердил в одном из интервью, что, занимая пост первого секретаря ЦК КП Азербайджана (1969—1982), он проводил политику, направленную на изменение демографического баланса в регионе в пользу азербайджанцев). Если карабахские армяне чувствовали себя ущемлёнными в культурных и политических правах на территории Азербайджана, то карабахские азербайджанцы выдвигали встречные обвинения в дискриминации со стороны армянского большинства на территории самой НКАО. По мнению Дмитрия Фурмана, положение карабахских армян было лучше, и они обладали бо́льшими правами, чем азербайджанцы, компактно проживавшие на территории Армении, у которых вообще не было своей национальной автономии.
В то же время, как указывает Анатолий Ямсков, переселявшиеся туда азербайджанцы считали Нагорный Карабах своей исторической землёй, и он был им действительно хорошо знаком. Как правило, это были те, кто имел родственников среди коренных азербайджанцев Нагорного Карабаха, те, кто слышал от отцов и дедов про бывшие родовые кочевья и кочевые пути в Нагорном Карабахе, и, наконец, те, кто неоднократно сам был в Нагорном Карабахе в качестве колхозного или совхозного чабана. Кроме того, подобное изменение соотношения азербайджанского и армянского населения объяснялось более высоким естественным приростом среди азербайджанцев и значительным оттоком сельских армян в Баку.
Вопрос о передаче Нагорного Карабаха Армении до перестройки поднимался несколько раз: в 1945, 1963, 1977 и 1983 годах, но не получал поддержки в центре.
В 1980-х годах правовой статус НКАО определялся тремя документами:
1. Конституция СССР 1977 года — статья 87 гласит, что в состав Азербайджанской ССР входит Нагорно-Карабахская автономная область (НКАО), и в статье 86 указано, что закон об автономной области принимается Верховным Советом той союзной республики, в состав которой входит область;
2. Конституция Азербайджанской ССР — статьи 83, 84 и 138;
3. Закон Азербайджанской ССР «О Нагорно-Карабахской автономной области» от 1981 года (принят Верховным Советом Азербайджанской ССР 16 июня 1981 года) — это основной документ о правовом статусе НКАО.

В 1986 году Верховный Совет Азербайджанской ССР принял новый вариант Закона Азербайджанской ССР «О Нагорно-Карабахской автономной области», в котором было расширено положение Конституции СССР 1977 года о возможности территориальных изменений автономной области — новый закон требовал для этого согласия Совета народных депутатов НКАО. При этом Конституция СССР в 78 статье требовала согласие соответствующих Советов при изменении границ только для союзных и автономных республик, но не областей.

Затем в 1988 году Верховный Совет Азербайджанской ССР принял закон, даваший ему право создавать и упразднять автономные образования на территории АзССР, что давало ему возможность законно упразднить НКАО.

## Карабахский конфликт в 1987—1991

### Общая характеристика
До середины 1980-х годов требования изменения статуса НКАО редко становились достоянием широкой гласности, а любые действия в этом направлении немедленно подавлялись. Совсем другие возможности предоставила начатая М. Горбачёвым политика демократизации советской общественной жизни и ослабления политических ограничений.
Конфликт в НКАО стал разгораться в 1985—1986 годах. В начале 1987 года здесь было составлено[кем?] письмо на имя М. С. Горбачёва с требованием передать Нагорный Карабах из подчинения Баку в подчинение Еревана.
В 1987 — начале 1988 годов в регионе усилилось недовольство армянского населения своим социально-экономическим положением. Руководство АзССР обвиняли в сохранении экономической отсталости региона, пренебрежении развитием прав, культуры и идентичности армянского меньшинства в Азербайджане, создании искусственных преград для культурных связей между Нагорным Карабахом и Арменией. Уже в начале октября 1987 года на митингах в Ереване, посвящённых экологическим проблемам, прозвучали требования передачи НКАО Армянской ССР, которые повторялись в многочисленных обращениях, направлявшихся в адрес советского руководства. В качестве конкретных претензий армянами высказывалось, что финансовые ресурсы направлялись на развитие сёл с преимущественно азербайджанским населением; издавалось недостаточно книг на армянском языке; в регионе не было армяноязычного телевидения, в армяноязычных школах не преподавалась история Армении, а все назначения на профессиональные должности должны были быть сперва одобрены из Баку. В свою очередь, азербайджанская сторона утверждает, что не было объективных оснований подозревать правительство Азербайджане в целенаправленной политики по дискриминации армян: в регионе функционировали армянские школы и театры. На обвинение в недостаточном количестве выпущенных книг, изданных на армянском языке, азербайджанцы апеллируют к тому, что та же самая ситуация была и с книгами на азербайджанском языке, такая политика проводилась центром в Москве в контексте общей политики русификации республик. Колоссальные финансовые вливания в азербайджанонаселённые села объяснялись тем, что они были намного беднее в сравнении с населёнными армянами городами. НКАО имела экономические показатели выше средних по Азербайджану: за 1970—1986 гг. выработка промышленной продукции всего Азербайджана выросла в 3 раза, а в Нагорному Карабахе — в 3,3 раза; капитальные вложения в НКАО за тот же период возросли в 3,1 раза, тогда как в целом по Азербайджану только в 2,5 раза; жилая площадь, доступная каждому жителю НКАО, была почти на 1/3 больше, чем в среднем по Азербайджану. Что же касается контроля Баку над служебными назначениями, то это объясняется общей авторитарной системой управления в СССР.
В 1987 году армянские активисты создают «Комитет Карабах». Он появился из группы, которая возникла в 1985 году в Ереване вокруг сотрудника Института экономики Госплана Армянской ССР Игоря Мурадяна. С помощью аспирантов института он установил связи с армянскими учёными в Москве, в том числе близкими к Горбачёву (академики Аганбекян, Ениколопов, Епископосов, Микоян и др). В движении приняли участие и представители патриотически настроенной интеллигенции, в том числе писатель Зорий Балаян и поэтесса Сильва Капутикян.
В то же время в Гадруте (райцентр на юге НКАО) в 1986 году возникает группа активистов, в основном местных краеведов (Эмиль Абрамян, Артур Мкртчан, Манвел Саркисян и др.) которая начала с рассылки писем в ЦК КПСС с требованиями трансляции телевидения Армении в НКАО и включения в школьные программы истории Армении. Известия об этих письмах подстегнули активность армянского населения, и в июне 1987 года группа направила на имя Горбачёва коллективное письмо с требованием передать НКАО в состав Армении. Аналогичную работу проводила в Степанакерте группа под руководством Аркадия Карапетяна. В августе 1987 г. Аркадий Карапетян прибыл в Гадрут и в доме Артура Мкртчана провёл переговоры с гадрутскими активистами. При этом возникли споры: Карапетян предпочитал «закрытые» методы работы, гадрутцы настаивали на максимально широкой гласности своих действий. В конце августа в НКАО прибыл Игорь Мурадян (с Вазгеном Манукяном) и провёл переговоры с местными активистами, в результате чего фактически и был сформирован костяк зарождающегося Карабахского движения. Тактически была принята идея: требовать воссоединения НКАО с Арменией под лозунгами реализации идей перестройки и вообще демонстрировать свой лоялизм (это выразилось в известном лозунге начальных дней массового движения: «Ленин, партия, Горбачёв!»). Предложение Амбарцума Галстяна выдвинуть лозунги, направленные против коммунистического руководства Армении, было отвергнуто большинством под влиянием авторитета Мурадяна. Однако по мере дальнейшего развития событий ереванские активисты встали в резкую оппозицию к армянскому коммунистическому руководству, тогда как карабахские действовали при активном сотрудничестве с партийно-хозяйственным руководством НКАО. Как отмечает Г. В. Старовойтова, в Нагорном Карабахе это движение «изначально контролировалось элитой старого типа (партийными функционерами, руководителями предприятий и т. д.), в то время как в Армении появилось новое руководство, открыто оппозиционное местной номенклатуре и правящему коммунистическому режиму в целом».
Первым легальным изданием, открыто поддержавшим в феврале-марте 1988 года идею воссоединения Нагорного Карабаха с Армянской ССР, стал официальный печатный орган Нагорно-Карабахского обкома КП Азербайджана и Совета народных депутатов НКАО «Советский Карабах», имевший свыше 90 тыс. подписчиков. Эта газета стала трибуной, с которой идея «миацума» (воссоединения) пропагандировалась интеллигенцией и партийным руководством НКАО. Её редактором с февраля 1988 года был журналист и писатель Максим Ованесян, участник карабахского движения за воссоединение с Арменией периода 1960-х гг. Редактором русского издания газеты был Аркадий Гукасян — впоследствии министр иностранных дел (1993—1997) и президент (1997—2007) самопровозглашённой Нагорно-Карабахской Республики.
Общественно-политическая ситуация в Азербайджане отличалась от Армении. К 1988 году, по оценке Тома де Ваала, Азербайджан всё ещё оставался одной из самых консервативных республик СССР, где подавлялось всякое политическое инакомыслие. С ним соглашается Зардушт Али-Заде, активный участник азербайджанского национально-демократического движения 1980-х — 1990-х годов, который писал в 2001 году:

Азербайджанцы до 1988 года были в абсолютной своей массе верны СССР, «социалистическому строю», России. Хотя загнивание шло, коррупция полностью институционализировалась, теневая экономика сращивалась с госаппаратом, однако население в силу природной пластичности приспособилось к этим условиям и органически было чуждо протесту и инакомыслию… Формирование правящей партийно-хозяйственной бюрократии последние двадцать лет шло под тщательным контролем Алиева Гейдара Алиевича, абсолютно полновластного «хозяина» партии — государства в этом уголке СССР. Должности секретарей партийных комитетов и председателей исполкомов, министров, зам. министров, начальников главков и ниже, как правило, продавались за взятки… Кроме взятки, роль играл и такой фактор, как кумовство и местничество. За тринадцать лет прямого руководства республикой Гейдар Алиев сумел разместить множество своих родичей и земляков на важнейшие посты — как в органах госуправления, так и сферах экономики, культуры и образования. Идеологический фактор при этом роли не играл, вернее, играл роль не фактор формальной коммунистической идеологии, а фактор реальной идеологии — идеологии преданности Г. Алиеву и согласия с существующими порядками. Так формировался основной костяк партийно-хозяйственной элиты.

Это помогло местному партийному руководству, в отличие от соседней Армении, удержать политическую власть до 1992 года в борьбе с зарождающимся разнородным национально-демократическим движением. Что касается Армении, то здесь большая часть партийных функционеров проявила готовность сотрудничать с национальным движением, что и обусловило лёгкую смену власти.
По оценкам российского политолога С. М. Маркедонова, в массовом сознании армянского общества борьба за права карабахских армян отождествлялась с борьбой за интересы всей Армении:

Борьба за присоединение НКАО интерпретировалась как борьба за «воссоединение» армянских этнических земель и восстановление исторической справедливости. В отличие от Грузии или прибалтийских республик, армянское этнонациональное движение, формировавшееся в конце 1980-х годов, не связывало напрямую борьбу за изменение статуса НКАО, присоединение её к Армении с противоборством с СССР, коммунистической системой или «имперскими силами» России. Исключением были организации армянских диссидентов-антикоммунистов, имевших богатый опыт противостояния советской системе. В 1987 году было создано Объединение национального самоопределения (ОНС) во главе с П. Айрикяном, которое выступало за восстановление «территориальной целостности Армении» (включение в её состав НКАО, Нахичевани, «турецкой» Армении) и дистанцирование от «империалистической России».

Руководство Азербайджанской ССР и Коммунистической партии Азербайджана, со своей стороны, пыталось урегулировать ситуацию, задействовав привычные командно-бюрократические рычаги, которые в новой ситуации оказались неэффективными. Государственные и правоохранительные органы Азербайджана оказались не готовы к событиям в НКАО и Армении, спровоцировавшим, в свою очередь, массовые выступления в Азербайджане, создавшие условия для неконтролируемого поведения толпы. На дальнейшем развитии событий во многом сказалось взаимодействие основных социально активных групп населения республики. Российский исследователь Д. Фурман в 1994 году характеризовал их следующим образом:

Во-первых, это была маргинализированная городская «чернь» — плебс, вырванный из сельского, традиционно исламского образа жизни и ввергнутый в кишащие преступностью фабричные города. Склонная к бунту и фанатизму под действием какого-нибудь внешнего толчка (такого, как армянские акции), в более спокойные времена она была пассивна и безразлична к тому, какая бы власть ни правила ею. Эти «низы» скоро умножились с наплывом беженцев. Во-вторых, была бакинская интеллектуально-бюрократическая элита, всё более русифицированная в 60-е и 70-е гг. XX в. (некоторые бюрократы и интеллектуалы отлично говорили по-русски, но не столь хорошо по-азербайджански). Партийные и связанные с партией элиты боялись тёмного плебса и нередко направляли его гнев в русло погромов армян, а позднее — национальных военных усилий в Карабахе. В-третьих, существовал пантюркистский и прозападный слой азербайджанской интеллигенции — часто провинциальной и имевшей сельское происхождение, — вдохновляемой примером недолговечной Азербайджанской республики 1918—1920 гг.

Советское государственное и партийное руководство, не желавшее создавать прецедент пересмотра существующего национально-территориального устройства, интерпретировало требования карабахских армян и общественности Армении как проявления национализма, противоречащие «интересам трудящихся Азербайджанской и Армянской ССР». Как отмечает Г. В. Старовойтова, советское руководство «совершенно обоснованно опасалось, что одобрение такого изменения может привести к неуправляемому развалу Советского государства. Вдобавок к этому, национально-демократическое движение Армении имело заметную антикоммунистическую окраску, что едва ли способствовало склонению Москвы к удовлетворению этих требований».
Как отмечал А. Зверев в 1996 году, с точки зрения советского руководства массовые выступления, всеобщие забастовки и политические требования, выдвигавшиеся в Армении, представляли гораздо большую опасность, чем погромы в Сумгаите. Протесты в масштабе союзной республики представляли собой «давление на государственную власть», с которым мириться было нельзя. В отличие от Азербайджана, где местное партийное руководство поначалу контролировало ситуацию (за исключением НКАО), в Армении коммунистическая партия стремительно теряла власть в ходе общенациональной кампании гражданского неповиновения и к концу 1988 года полностью утратила авторитет. В этих обстоятельствах руководство СССР применяло различную тактику: обещания экономической помощи, пропаганда и запугивание, оказание политического давления через посредство других союзных республик, введение прямого управления и применение репрессивных мер: аресты руководителей национальных движений, введение режима чрезвычайного положения и, наконец, военные операции против незаконных военизированных формирований и депортация целых общин.
Отдельные исследователи высказывают мнение о единой тактике высшего руководства страны в отношении национальных вопросов в СССР в годы перестройки: ничего не делать для предотвращения конфликтов, давать возможность событиям разрастись, затем использовать для их подавления незначительные силы, разжигая страсти, и только потом применять самые жестокие меры — как против виновных в нарушении порядка, так и против безвинных, способствуя тем самым лишь ещё большему обострению ситуации. По их мнению, конечной целью организаторов межнациональных конфликтов являлась ликвидация СССР как государства-корпорации в угоду республиканским элитам и вхождению новых государств в систему мирового разделения труда.
Анализируя отношение к карабахскому движению за пределами Армении и Азербайджана, Г. В. Старовойтова указывала, что оно пользовалось поддержкой у «реформистски настроенной интеллигенции Москвы и других больших российских городов, приветствовавшей его миролюбивый и демократический характер», тогда как реакция Запада на стремление карабахских армян к самоопределению была в лучшем случае осторожной, поскольку «и правительства, и общественность на Западе воспринимали Нагорно-Карабахский кризис как не более чем усложнение, препятствующее горбачёвской программе реформ».

### Нарастание напряжённости
В течение лета — осени 1987 года нарастал конфликт между жителями армянского села Чардахлы Шамхорского района Азербайджана и первым секретарём Шамхорского райкома М. Асадовым из-за увольнения директора совхоза — армянина. 18 октября в ереванском парке имени Пушкина прошла посвящённая этим событиям акция протеста, организованная Игорем Мурадяном, в которой участвовало около 250 человек. 1 декабря несколько десятков протестовавших жителей были избиты и задержаны милицией, в связи с чем пострадавшие обратились в Генеральную прокуратуру СССР.
В тот же период в Нагорном Карабахе и Армении был проведён массовый сбор подписей под требованием о передаче Нагорного Карабаха в состав Армянской ССР. По некоторым данным, «в течение года его подписали 75 000 человек, то есть почти всё взрослое население Карабаха».
1 декабря делегация карабахских армян передала подписи, письма и требования в приёмную ЦК КПСС в Москве. Как утверждается в различных источниках, под обращением к советским властям было собрано 75—80 тысяч подписей. В январе 1988 года в Москву при содействии писателя Зория Балаяна и при активном участии Игоря Мурадяна направилась новая делегация карабахских армян, которая привезла с собой не только обращения карабахцев, но и 84 документа, касающихся истории, этнографии, экономики и культуры Нагорного Карабаха. Члены делегации встретились с заведующим приёмной ЦК КПСС А. Кригиным, кандидатом в члены Политбюро ЦК КПСС П. Н. Демичевым, заведующим подотделом межнациональных отношений ЦК КПСС В. А. Михайловым. Ещё одна делегация из Карабаха в начале февраля 1988 года вновь встречалась в Москве с В. А. Михайловым, а затем — с министром иностранных дел СССР А. А. Громыко. В январе 1988 года в НКАО распространялись листовки следующего содержания:

«Карабахцы, судьба нашей области благодаря перестройке, гласности и демократии зависит только от нас. Настало время для проведения на ведущих предприятиях, в колхозах и совхозах области общих партийных, профсоюзных и комсомольских собраний, в повестку дня которых должен быть включен вопрос о воссоединении Карабаха с Матерью-Родиной. Дух гласности и демократии должен стать импульсом для открытого и откровенного обсуждения этого вопроса. Выписки из резолюций этих собраний, заверенные соответствующими печатями, необходимо отправлять в ЦК КПСС».

Влиятельные научные и общественные деятели — армяне (писатель Зорий Балаян, историк Сергей Микоян и др.) активно лоббировали карабахский вопрос за границей. В ноябре 1987 года во время встречи с армянской общиной Парижа в поддержку переподчинения Карабаха Армении высказался советник Михаила Горбачёва Абел Аганбегян, председатель Экономического бюро Совета Министров СССР. И в Азербайджане, и в Армении это было воспринято как свидетельство поддержки Горбачёвым армянской кампании.
Зимой 1987/1988 годов в Азербайджан начали прибывать беженцы-азербайджанцы из Кафанского и Мегринского районов Армянской ССР. Согласно азербайджанским источникам, первые группы беженцев начали прибывать в январе 1988 года, а к 18 февраля их число превысило 4 тысячи. Шведский исследователь Сванте Корнелл пишет в своём исследовании Карабахского конфликта (1999), что первая волна беженцев из Армении достигла Баку в конце января, при этом большинство прибывших было размещено в районе Сумгаита. По его словам, в течение февраля до Баку докатились «ещё две волны беженцев». Британский журналист Том де Ваал, выпустивший в 2005 году художественно-документальную книгу «Чёрный сад» об истории Карабахского конфликта, приводит свидетельства двух человек, утверждающих, что видели в Баку азербайджанских беженцев из Армении ещё в ноябре 1987 года и январе 1988 года. В то же время он пишет, что Арамаис Бабаян, в 1988 году второй секретарь Кафанского комитета КП Армении, говорил ему, что «не может припомнить ни одного случая, чтобы азербайджанцы покидали территорию района до февраля». При этом, по словам Тома де Ваала, Арамаис Бабаян подтвердил, что в одну из ночей в феврале 1988 года «две тысячи азербайджанцев» действительно покинули Кафанский район, «но считает, что причиной этого массового исхода стали слухи и „провокации“».
Армянская сторона настаивает на том, что первые азербайджанские беженцы покинули Армению лишь в феврале 1988 года, указывая, что все утверждения Де Ваала строятся на рассказах двух человек: бывшего активиста «Народного фронта Азербайджана» Арифа Юнусова и неизвестной (имя в тексте Де Ваала изменено), представившейся как бакинская армянка. В то же время не существует источников, которые бы конкретно сообщали подробности о каких-либо межнациональных столкновениях в Кафане. По данным Константина Воеводского, одного из создателей «Санкт-Петербургского Комитета гуманитарной помощи Арцаху», в феврале в Кафан была введена воинская часть с целью предотвращения азербайджанского погрома, якобы намеченного на 20 февраля, но проверяющие из ЦК, КГБ, МВД СССР и ЗакВО не обнаружили никаких признаков готовящихся бесопрядков, никаких преступлений на межнациональной почве и никакого усиления миграции, кроме отъезда в ночь на 27 февраля 200 человек одним поездом под влиянием панических слухов. По словам этих людей, причиной отъезда были уговоры родственников из Азербайджана. Примерно на полпути поезд был задержан в райцентре Имишли (Азербайджан), куда для переговоров с пассажирами прибыли зам. предсовмина Азербайджана А. Расизаде и руководители Имишлинского, Зангеланского (Азербайджан) и Кафанского районов, но после того, как пассажиры заявили об отсутствии претензий к армянам поезд был отправлен далее. Впоследствии информация об итогах проверок, подтвердившая отсутствие какого-либо притеснения азербайджанцев в Кафанском районе, была передана по АзТВ и попала в центральную прессу. К. Воеводский считает произошедшее провокацией, необходимой Москве для создания пропагандистской картины «равной вины» азербайджанцев и армян и перевода конфликта из политического в межнациональное русло. Армянская журналистка Мане Папян, специально исследовавшая антиазербайджанское насилие в Армении в 1988 г., отмечает взаимное напряжение и обоюдный страх между армянами и азербайджанцами Гугарка в феврале 1988 г.: азербайджанцы боялись погрома, среди армян ходили слухи, что азербайджанцы будут отравлять питьевую воду; в такой атмосфере 26 февраля значительная часть азербайджанцев выехала на автобусах в Азербайджан. При этом, по данным Папян, реальных случаев этнического насилия до марта не было; насилие против азербайджанцев началось после Сумгаитского погрома и поначалу носило спорадический характер, причём его старались пресекать не только представители власти, но и активисты Карабахского движения.
Тем временем азербайджанские власти пытались использовать привычные рычаги, чтобы вернуть контроль над ситуацией. В связи с ростом призывов к объединению Нагорного Карабаха с Арменией 10 февраля Азербайджанское информационное агентство заявило, что Азербайджан никогда не примет подобные требования. 11 февраля в Степанакерт выехала многочисленная группа представителей руководства Азербайджанской ССР и республиканской партийной организации, которую возглавил второй секретарь ЦК КПАз Василий Коновалов. В группу входили также заведующий отделом административных органов ЦК КПАз (ранее — первый секретарь Шамхорского райкома КПАз) М. Асадов, заместители руководителей республиканских КГБ, МВД, прокуратуры, Верховного суда и обеспечивающие их безопасность сотрудники правоохранительных органов. В ночь с 11 на 12 февраля в Степанакерте прошло расширенное заседание бюро обкома КПАз с участием приехавших из Баку руководителей. На бюро было принято решение осудить «националистические», «экстремистско-сепаратистские» процессы, набирающие силу в регионе, и провести 12—13 февраля «партийно-хозяйственные активы» в городе Степанакерте и во всех районных центрах НКАО, а затем — на уровне автономной области, с тем чтобы противопоставить растущему народному недовольству всю мощь единого партийно-хозяйственного аппарата.
12 февраля в актовом зале Степанакертского горкома КПАз состоялся городской партийно-хозяйственный актив с участием представителей из Баку, местных партийных руководителей, руководителей государственных учреждений, предприятий, профкомов и парторгов. В президиуме — Василий Коновалов, первый секретарь обкома Борис Кеворков, первый секретарь бюро горкома Завен Мовсесян. Мовсесян и Кеворков, выступая в начале собрания, заявили, что за событиями в Карабахе стоят «экстремисты» и «сепаратисты», которым не удастся повести за собой народ. Василий Коновалов, продолжая эту мысль, заявил, что организаторы известны и будут изолированы от общества, сепаратизм должен быть осуждён, а Карабах останется неотъемлемой частью Азербайджанской ССР. Первоначально собрание шло по заранее подготовленному сценарию, выступающие декларировали тезис о нерушимом братстве азербайджанцев и армян и пытались свести проблему к критике отдельных хозяйственных недостатков. Через некоторое время, однако, на трибуну прорвался начальник местной автоколонны Максим Мирзоян, который подверг резкой критике Бориса Кеворкова за безразличие и пренебрежение национальной спецификой Карабаха, «азербайджанизацию» и проведение демографической политики, способствующей снижению доли армянского населения в регионе. Это выступление привело к тому, что собрание вышло из-под контроля партийных руководителей и члены президиума покинули зал. Известие о провале собрания дошло до соседнего Аскерана, и запланированный здесь районный партийно-хозяйственный актив с участием бакинской делегации также пошёл не по намеченному сценарию. Попытка провести в тот же день партийно-хозяйственный актив в Гадрутском районе вообще привела к стихийному митингу. Планы азербайджанского руководства уладить ситуацию оказались сорванными. Партийно-хозяйственные руководители Карабаха не только не осудили «экстремизм», но наоборот, активно его поддержали. Характеризуя сложившуюся в те дни ситуацию, Том де Ваал пишет:

«В те февральские дни 1988 года многие советские руководители вдруг осознали, что стоят на ногах совсем не так твёрдо, как им казалось. Две составные части коммунистической партии открыто спорили друг с другом, и московское руководство быстро пришло к выводу, что мятежников нельзя сокрушить привычными силовыми методами. Применив на практике дух новой горбачёвской терпимости, Политбюро объявило лидерам азербайджанской компартии, что они должны действовать исключительно „партийными методами“ — убеждением, а не силой, — чтобы погасить конфликт».

На следующий день после собрания в Степанакерте был организован массовый митинг (одним из организаторов был Игорь Мурадян). Горисполком дал разрешение на его проведение, обозначив цель — «требование о воссоединении НКАО с Арменией». Зав. отделом ЦК КП Азербайджана М. Асадов безуспешно пытался помешать проведению митинга. Тем временем, как утверждают участники событий, исполнительные власти автономной области оказались расколотыми и утратили контроль над ситуацией. Руководство взял на себя Совет директоров, в который вошли главы крупных предприятий области и отдельные активисты. Совет принял решение провести сессии городских и районных советов, а затем созвать сессию областного Совета народных депутатов. Тем временем представители Баку продолжали давление на власти НКАО и местных партийных руководителей, временами прибегая к открытому шантажу и угрозам урегулировать конфликтную ситуацию применением силы.
14 февраля азербайджанское партийное руководство попыталось обратиться к населению НКАО через областную газету «Советский Карабах», охарактеризовав происходящие события как «экстремистские и сепаратистские», инспирированные армянскими националистами. В результате вмешательства Совета директоров обращение так и не было опубликовано. На следующий день поэтесса Сильва Капутикян выступила в поддержку карабахских армян на заседании Союза писателей Армении — одной из наиболее влиятельных общественных организаций республики. В Степанакерте и районных центрах НКАО прошли сессии Советов народных депутатов для обсуждения вопроса о воссоединении НКАО с Армянской ССР, а с 16 февраля до 2 марта митинг на центральной площади Степанакерта практически не прекращался. 19 февраля из Тбилиси в Степанакерт для усиления местной милиции был переброшен батальон Внутренних войск МВД СССР. В тот же день в Баку прошла первая акция политического протеста. Группа студентов, рабочих и представителей интеллигенции прошла от здания Академии наук к Верховному Совету, неся плакаты, провозглашающие принадлежность Нагорного Карабаха Азербайджану.
20 февраля внеочередная сессия народных депутатов НКАО, созванная поздно вечером в субботу по требованию депутатов-армян, обратилась к Верховным Советам Армянской ССР, Азербайджанской ССР и СССР с просьбой рассмотреть и положительно решить вопрос о передаче НКАО из состава Азербайджана в состав Армении. Депутаты-азербайджанцы отказались участвовать в голосовании. Ничего не смог сделать и присутствовавший на сессии первый секретарь ЦК КП Азербайджана К. М. Багиров. В решении, опубликованном на следующий день в газете «Советский Карабах», говорилось:

«Идя навстречу пожеланиям трудящихся НКАО, просить Верховный Совет Азербайджанской ССР и Верховный Совет Армянской ССР проявить чувство глубокого понимания чаяний армянского населения Нагорного Карабаха и решить вопрос о передаче НКАО из состава Азербайджанской ССР в состав Армянской ССР, одновременно ходатайствовать перед Верховным Советом Союза ССР о положительном решении вопроса передачи НКАО из состава Азербайджанской ССР в состав Армянской ССР».

В последние дни в Нагорно-Карабахской автономной области Азербайджанской ССР имели место выступления части армянского населения с требованиями о включении Нагорного Карабаха в состав Армянской ССР. В результате безответственных призывов отдельных экстремистски настроенных лиц были спровоцированы нарушения общественного порядка.
Рассмотрев информацию о событиях в Нагорно-Карабахской автономной области, Центральный Комитет КПСС считает, что действия и требования, направленные на пересмотр существующего национально-территориального устройства, противоречат интересам трудящихся Азербайджанской и Армянской ССР, наносят вред межнациональным отношениям.
Последовательно руководствуясь ленинскими принципами национальной политики, ЦК КПСС обратился к патриотическим и интернационалистским чувствам армянского и азербайджанского населения с призывом не поддаваться на провокации националистических элементов, всемерно крепить великое достояние социализма — братскую дружбу советских народов.
ЦК КПСС поручил ЦК Компартии Азербайджана и Армении принять необходимые меры к оздоровлению сложившейся обстановки, направить все средства политического и идеологического влияния на разъяснение ленинской национальной политики, её сущности на современном этапе. Во всей работе исходить из того, что национальный вопрос требует пристального и постоянного внимания к национальным особенностям, психологии, учёта жизненных интересов трудящихся.
Партийным и советским органам республик предложено нормализовать обстановку вокруг Нагорного Карабаха, обеспечить общественный порядок и строгое соблюдение социалистической законности, выработать и осуществить меры по дальнейшему социально-экономическому и культурному развитию автономной области. (ТАСС.)
«Правда», 24 февраля 1988 г.
Текст воспроизводится по книге Чёрный январь. Баку-1990. Архивировано 20 июля 2008 года.
По свидетельству сотрудника газеты «Советский Карабах» Гегама Багдасаряна, редактор газеты Егише Саркисян отказался печатать решение областного совета. Тогда сотрудники газеты и работники областной типографии заперли его в помещении типографии и самостоятельно выпустили газету с текстом решения, разместив его под сообщением «В Политбюро ЦК КПСС» и рядом с «Постановлением Пленума ЦК КПСС». Таким образом, визуально создавалось впечатление легитимности и законности всего, что произошло. Егише Саркисян был смещён с должности, и газету возглавил Максим Ованисян. Это произошло лишь 28 февраля после возобновления издания газеты в Степанакерте. До этого в течение недели газета выходила и печаталась в Баку.
Азербайджанские власти отказались признать решение облсовета НКАО. Политбюро ЦК КПСС, собравшееся в воскресенье, 21 февраля, приняло постановление, в котором требование о включении Нагорного Карабаха в состав Армянской ССР было представлено как принятое в результате действий «экстремистов» и «националистов» и противоречащее интересам Азербайджанской и Армянской ССР. Постановление ограничилось общими призывами к нормализации обстановки, выработке и осуществлению мер по дальнейшему социально-экономическому и культурному развитию автономной области. Центральные органы власти и в дальнейшем, несмотря на обострение обстановки, будут руководствоваться этим постановлением, непрерывно заявляя, что «перекройки границ не будет».
22 февраля в Степанакерт, Баку и Ереван для изучения положения на местах и встреч с членами партийных организаций были экстренно направлены группы работников центральных партийных и советских органов, которые в первые дни возглавляли секретари ЦК КПСС, кандидаты в члены Политбюро ЦК КПСС Г. П. Разумовский, П. Н. Демичев и В. И. Долгих. Разумовский и Демичев приняли участие в партхозактиве НКАО. Выступая перед собравшимися, Разумовский сказал, что ЦК КПСС расценивает действия и требования, направленные на пересмотр существующего национально-территориального устройства как противоречащие интересам трудящихся обеих республик: «Всё это стало возможным в результате безответственных призывов и действий отдельных лиц, а также пассивной, выжидательной позиции партийных и советских органов обеих республик, руководство которых поверхностно подошло к оценке ситуации». В принятой резолюции, в частности, говорилось, что «действия и требования, направленные на пересмотр существующего национально-территориального устройства НКАО, противоречащие интересам трудящихся Азербайджанской ССР и Армянской ССР, наносят вред межнациональным отношениям, могут, если не принять сейчас ответственных мер, привести к непредсказуемым или даже трудно поправимым последствиям». Как позднее писал в своих воспоминаниях первый заместитель председателя КГБ СССР генерал армии Ф. Д. Бобков, находившийся в эти дни в Азербайджане и Армении,

«нашей группе во главе с Разумовским удалось убедить партийно-хозяйственный актив области, что нельзя сейчас перекраивать границы республик и ещё больше разжигать национальную междоусобицу. Однако мы считали необходимым предоставить армянам Нагорного Карабаха все условия для нормальной жизни, развития национальной культуры и традиций. Участники партийно-хозяйственного актива с нами согласились. Так была заложена основа для разрешения кризиса. Элементарная логика подсказывала: решение партийно-хозяйственного актива — не шутка, это ведь отражение мнения населения Нагорного Карабаха, с которым не могут не считаться в центре. Руководство Армении должно было поддержать его. К нашему удивлению, ничего этого сделано не было. Вместо того, чтобы провести в жизнь решение актива, ЦК компартии Армении задержал на несколько дней его публикацию. Это ещё больше активизировало движение за изменение статуса Нагорного Карабаха».

### «Первая кровь»
Как отмечает в своей книге Том де Ваал, с первого же дня после того, как армянское большинство облсовета НКАО приняло решение об отделении Нагорного Карабаха, «началось медленное сползание к вооружённому конфликту. Уже начали циркулировать и подогревать страсти в обеих этнических общинах первые слухи об актах насилия» на национальной почве.
Внезапный взрыв митинговой активности и призывов к отделению от Азербайджана в преимущественно армянском Степанакерте привёл к ответной реакции азербайджанской общины, в первую очередь в соседнем Шушинском районе НКАО и азербайджанском городе Агдаме, расположенном у границ области. 22 февраля у армянского населённого пункта Аскеран на территории НКАО произошло столкновение с использованием огнестрельного оружия между многочисленной толпой азербайджанцев из города Агдам, направлявшейся в Степанакерт для «наведения порядка», милицейско-войсковыми кордонами, выставленными на их пути, и местным населением. В результате столкновения погибли два азербайджанца, по крайней мере один из них — от руки милиционера-азербайджанца, пятьдесят местных жителей получили телесные повреждения. Более массовое кровопролитие в тот день удалось предотвратить.
В это же время в НКАО началась первая многодневная забастовка, продлившаяся до 2 марта. По данным Ч. А. Султанова, в течение 1988 года к забастовкам прибегали не раз. Самыми длительными периодами забастовочного движения стали 24 марта — 5 апреля, 23 мая — 24 июля, 12 сентября — 9 октября, 14 ноября — 7 декабря.
22—23 февраля в Баку и других городах Азербайджанской ССР состоялись первые митинги в поддержку решения Политбюро ЦК КПСС о недопустимости пересмотра существующей национально-территориальной структуры. Одним из наиболее активных участников этих массовых акций стал действительный член АН Азербайджанской ССР, историк-востоковед, Герой Советского Союза З. М. Буниятов.
В Армении тем временем разрасталось движение поддержки армянского населения НКАО. Как свидетельствует Ф. Д. Бобков, «в Армении решение Политбюро ЦК КПСС поддержано не было. Все партийные организации, начиная с ЦК компартии Армении, приняли его условно, с оговоркой: вопрос должен решиться на ближайшем пленуме ЦК КПСС. И этот так называемый „третий пункт“ решения партийных организаций фактически объединил коммунистов Армении с националистическими элементами, входившими в комитет „Карабах“». В то же время первый секретарь ЦК КП Армении Карен Демирчян, выступая 22 февраля на республиканском телевидении, заявил, что требование о воссоединении не может быть удовлетворено и что «дружба между народами является нашим бесценным богатством и гарантией будущего развития армянского народа в семье братских советских народов». В противовес этому лидеры Организационного комитета воссоединения «Карабах», созданного в эти дни в Ереване, призывали к усилению давления на государственные органы с целью передачи НКАО Армении. Именно комитет «Карабах» впоследствии стал неофициальным выразителем общественных настроений в республике и к концу года, по выражению Тома де Ваала, «почти полностью затмил коммунистическую партию». Тем не менее, по свидетельству С. М. Маркедонова, митинги в Ереване и других городах Армении, начавшиеся в феврале 1988 года, проходили под портретами Ленина и Горбачёва, с лозунгами «Ленин — партия — Горбачёв», «За перестройку, демократизацию, гласность». Выступающие апеллировали к ленинским принципам национальной политики — праву наций на самоопределение. Митинги проходили на Театральной площади в центре Еревана, перед зданием оперного театра. Как пишет Том де Ваал, 20 февраля, незадолго до открытия в Степанакерте сессии областного совета, на площади собралась тридцатитысячная толпа. С каждым днём количество участников митинга увеличивалось. 25-26 февраля в ереванском митинге участвовало уже до 1 млн чел., что, по словам С. М. Маркедонова, продемонстрировало наличие консенсуса в армянском обществе по вопросу о будущем Нагорного Карабаха.
23 февраля пленум Нагорно-Карабахского обкома КПСС принял решение об освобождении от занимаемой должности «за недостатки в работе» Б. С. Кеворкова, работавшего первым секретарём обкома с 1974 года. Первым секретарём обкома был избран Г. А. Погосян, ранее работавший первым заместителем председателя облисполкома — председателем агропромышленного комплекса НКАО. В работе пленума приняли участие Г. П. Разумовский, П. Н. Демичев и первый секретарь ЦК КП Азербайджана К. М. Багиров.
25 февраля состоялся телефонный разговор М. С. Горбачёва с Погосяном, в котором они обсудили ситуацию в области. Тем временем с призывом поддержать решение облсовета НКАО обратился к Горбачёву Патриарх и Католикос всех армян Вазген I, глава Армянской Апостольской Церкви. В тот же день в Ереван были введены несколько тысяч военнослужащих внутренних войск, которые перекрыли движение по ряду улиц в центральной части города, а также блокировали площадь перед Оперным театром и прилегающий парк. На следующий день пленум ЦК КП Армении в своём постановлении указал, что «рассчитывает на изучение и рассмотрение проблем Нагорного Карабаха в комплексе с другими вопросами, которые станут предметом обсуждения на пленуме ЦК КПСС по проблемам национальной политики, и просит ЦК КПСС образовать в связи с этим соответствующую комиссию». В эти дни в город Капан Армянской ССР — один из районов компактного проживания азербайджанцев — прибыли уполномоченные представители штаба Закавказского военного округа, КГБ и МВД СССР, партийных органов для проверки сообщений о возможных межнациональных столкновениях. Сообщения не получили подтверждения, однако около 200 местных жителей-азербайджанцев внезапно в ночь с 26 на 27 февраля покинули Капан и отправились в Баку одним поездом, якобы поддавшись на уговоры родственников.
Ещё 26 февраля Горбачёв принял в Кремле Зория Балаяна и Сильву Капутикян. На встрече присутствовал советник Горбачёва Георгий Шахназаров. По словам Шахназарова, Горбачёв охарактеризовал то, что происходит вокруг Карабаха, как «удар нам в спину. С трудом приходится сдерживать азербайджанцев, а главное — создаётся опасный прецедент. В стране несколько десятков потенциальных очагов противостояния на этнической почве, и пример Карабаха может толкнуть на безрассудство тех, кто пока не рискует прибегать к насильственным средствам». Горбачёв отверг идею передачи Нагорного Карабаха Армении, но пообещал провести в регионе реформы в области культуры и экономики. Со своей стороны, Балаян и Капутикян согласились обратиться к людям на Театральной площади с призывом приостановить демонстрации на месяц.
В тот же день, 26 февраля, по бакинскому и ереванскому телевидению выступили секретари ЦК КПСС Г. П. Разумовский и В. И. Долгих, огласившие текст Обращения М. С. Горбачёва «К трудящимся, к народам Армении и Азербайджана», в котором содержался призыв «проявить гражданскую зрелость и выдержку, вернуться к нормальной жизни и работе, соблюдать общественный порядок». После оглашения обращения участники митинга в Ереване приняли решение прекратить массовые акции и «ударным трудом в субботние и воскресные дни наверстать упущенное». На следующий день это обращение было опубликовано центральными изданиями Азербайджанской и Армянской ССР.
Тем временем, как отмечает Сванте Корнелл, атмосфера в самом Нагорном Карабахе была отнюдь не мирной — наоборот, согласно настойчиво циркулировавшим здесь слухам, Москва была фактически готова пойти навстречу карабахским армянам, но для этого им надо ещё более решительно заявить о своих требованиях. Вот как впоследствии описывал обстановку в Степанакерте зам. зав. отделом ЦК КПСС Карен Брутенц, прибывший сюда 27 февраля с группой ответственных работников центральных органов по поручению Горбачёва:

«Беседы проходили в „тени“ шумевшего за окнами непрерывного митинга, который резонировал возбуждение. Чувствовалась неплохая организация — в ритме митинга, в регулярном подвозе продовольствия, запрете продавать спиртное (хотя по чьей-то инициативе дважды попытались завезти его в город), в отсутствии правонарушений, наконец, в ночных „дежурствах“ у обкома. Это явно было делом рук „инициативных групп“, в которых выделились свои лидеры…»

Вечером 27 февраля в телевизионном интервью заместителя генерального прокурора СССР А. Ф. Катусева прозвучали слова о том, что в столкновении близ Аскерана, произошедшем 22 февраля, погибли два азербайджанца. Это сообщение, как утверждается, могло стать одной из причин, которые спровоцировали армянский погром в Сумгаите 27—29 февраля, ставший поворотным пунктом в развитии межнационального конфликта. По официальным данным Генпрокуратуры СССР, в ходе этих событий погибло 26 армян и 6 азербайджанцев. Согласно армянским источникам, число жертв среди армян во много раз превосходило официальные данные. Существуют свидетельства[какие?] того, что разгулу насилия в Сумгаите способствовало сознательное бездействие местных правоохранительных органов и центрального государственного и партийного руководства СССР или неспособность своевременно вмешаться в развитие событий. Отмечается также, что отсутствие всестороннего и полного расследования причин и обстоятельств погромов, установления и наказания провокаторов и непосредственных участников преступлений, несомненно, привело в дальнейшем к эскалации конфликта. Как пишет Сванте Корнелл,

«После Сумгаита стало ясно, что пути назад уже нет, тем более, что советские власти проявляли крайнюю нерешительность и колебания. Для армян Сумгаит стал напоминанием о резне в годы Первой мировой войны, а азербайджанцы в их сознании отождествлялись с оттоманскими войсками. И до Сумгаита армяне изгоняли азербайджанцев из Армении, но теперь они стали изгонять их систематически и целенаправленно, в том числе и из районов Арарата и Зангезура, где азербайджанцы жили компактной группой».

Сумгаитские события, по свидетельству С. М. Маркедонова, «радикально изменили умонастроения жителей Армении…, вызвали кризис доверия к центральной власти. В требованиях и лозунгах армянских объединений стали звучать критические по отношению к КПСС мотивы». Как отмечает А. Зверев, «неспособность центральных властей применить силу для защиты гражданских лиц имела серьёзные последствия для дальнейшего развития этнических конфликтов на Кавказе и в Средней Азии: создав впечатление, что насилие себя оправдывает, она сформировала условия для повторения бесчинств. Стало ясно, что любое изгнание национального меньшинства с мест своего проживания под угрозой террора останется безнаказанным».
Аналогичные события произошли 28 февраля в Кировабаде (ныне Гянджа), где многочисленная толпа молодых людей, вооружённых металлическими прутьями и палками, направилась в армянские кварталы города, взламывая окна и двери и избивая прохожих-армян. Местное армянское население, воспользовавшись компактностью проживания, сумело организовать отпор, а вмешательство военнослужащих позволило приостановить погромы и избежать резни. Несколько человек получили ранения различной степени тяжести, но здесь обошлось без человеческих жертв, хотя и был нанесён значительный материальный ущерб — было разгромлено и разграблено несколько десятков армянских домов, сожжено несколько автомашин.
29 февраля состоялось заседание Политбюро ЦК КПСС, на котором был рассмотрен вопрос «О дополнительных мерах в связи с событиями в Азербайджанской и Армянской ССР». Высшим государственным и партийным руководством СССР было принято решение скрыть характер и масштабы сумгаитских событий. В сообщениях ТАСС они были представлены как нарушения общественного порядка, приведшие к человеческим жертвам. С самого начала было принято решение не проводить один общий судебный процесс; дело было разбито на 80 эпизодов и рассматривалось в судах различных городов. Из нескольких тысяч погромщиков к судебной ответственности привлекли 94 рядовых участников — преимущественно подростков и юношей. Во всех случаях мотивами преступлений, в которых их обвиняли, назывались «хулиганские побуждения». Такой подход исключил возможность выявления организаторов преступления. Прокуратура СССР отвергла наличие доказательств подготовки к резне. К судебной ответственности не были привлечены подстрекатели из числа выступавших на митингах. Не рассматривалась ответственность должностных лиц партийных и правоохранительных органов Сумгаита. В средствах массовой информации были упомянуты лишь два первых процесса, остальные же прошли незамеченными. Обращения в ЦК КПСС с призывами провести объективное расследование сумгаитской резни не получили ответа.

### Весна—осень 1988 года: обострение ситуации
В этот период локальный социально-экономический, языковый и национально-культурный конфликт армянского населения НКАО с руководством автономной области и АзССР из-за ущемления законных прав этого населения постепенно распространился на всю Армению и Азербайджан и перерос в «национально-политический кризис, основанный на взаимоисключающих представлениях о национальной территории обоих народов и республиканской принадлежности Нагорного Карабаха» и выразившийся в массовых проявлениях гражданского неповиновения и этнического насилия.
В НКАО (особенно в Степанакерте) этот период характеризовался ежедневными многолюдными шествиями, митингами, забастовками коллективов предприятий, организаций, учебных заведений области с требованиями отделения от Азербайджана. Это движение получало значительную моральную, материальную и организационную поддержку из Армении.
Первоначально партийные и советские руководители НКАО вели себя осторожно. Генрих Погосян, сменивший Бориса Кеворкова на посту руководителя обкома партии, в газетах призывал к прекращению забастовок и беспорядков, к демократическому решению «нерешённых проблем». Постоянно цитируя М. С. Горбачёва, он старался уходить от главного вопроса о принадлежности Нагорного Карабаха, ссылаясь на «готовность ЦК КПСС рассмотреть весь комплекс социально-экономических проблем развития НКАО» как «…свидетельство мудрости ленинской национальной политики». Вынужденный на первом этапе лавировать между Москвой, Баку и карабахским движением, Генрих Погосян, тем не менее, сильно способствовал своей позицией росту сепаратизма в Нагорном Карабахе. Имеются свидетельства, что карабахское армянское подполье установило связи с Генрихом Погосяном ещё в 1987 году.
Одновременно в Азербайджане продолжались призывы к «решительному наведению порядка» в НКАО. Общественное напряжение и национальная вражда между азербайджанским и армянским населением возрастали с каждым днём. После сумгаитской трагедии началось выдавливание азербайджанцев из Армении и армян - из Азербайджана. Летом и осенью участились случаи насилия в НКАО, нарастал взаимный поток беженцев. К ноябрю — началу декабря эскалация межнациональной напряжённости достигла новой стадии — «открытой конфронтации с многочисленными и почти повсеместными столкновениями на национальной почве, гибелью десятков людей и массовыми межреспубликанскими миграциями беженцев».
Постепенно не только беженцы из Армении, но и самые широкие слои азербайджанского общества начинают испытывать чувства дезориентированности, растерянности, озлобленности и подозрительности. Азербайджанцы болезненно переживали тот факт, что центральные СМИ, как и подавляющая часть российских «демократов», сочувствуют не им, а армянам, они «ощущают себя окружёнными со всех сторон, блокированными вездесущими армянами, диктующими свою волю чуть ли всему миру». В качестве иллюстрации сочувствия к армянам со стороны российской либеральной интеллигенции исследователи приводят высказывания Старовойтовой, заявлявшей, что «армяне — маленький христианский народ, переживший, как и евреи, геноцид и мужественно бросивший вызов тёмным погромщикам-мусульманам». По выражению Фурмана, в это время «не только городские низы, но и всё измученное и издёрганное азербайджанское общество становится „пороховым погребом“, готовым взорваться в любой момент массовой истерикой».

#### Март—апрель
В НКАО для изучения ситуации были в срочном порядке направлены представители центральных советских и государственных органов СССР. Некоторые из выявленных проблем, годами накапливавшихся в национальной сфере, стали достоянием гласности, однако меры, принятые центральными государственными и партийными органами СССР в марте 1988 года с целью урегулирования межнационального конфликта в НКАО, не привели к улучшению положения, поскольку наиболее радикальные представители армянской стороны отвергали любые компромиссные предложения, предусматривавшие сохранение НКАО в составе АзССР.
1 марта в Степанакерте была создана общественно-политическая организация армян — общество «Крунк» («Журавль»), которое возглавил директор Степанакертского комбината стройматериалов Аркадий Манучаров. Заявленными целями общества «Крунк» являлись изучение истории региона, его связей с Арменией, восстановление памятников старины. На деле комитет «Крунк» (руководящий орган общества) взял на себя функции организатора массовых протестов. «Идеологической секцией» комитета руководил Роберт Кочарян, секретарь парткома Степанакертской шелкопрядильной фабрики. Как отмечает в своей книге Том де Ваал, «„Крунк“ был первой организацией в Советском Союзе эпохи Горбачёва, которая начала использовать стачки в качестве политического оружия». 24 марта постановлением Президиума Верховного Совета АзССР общество «Крунк» и возглавляющие его органы — комитет и совет — были распущены, но фактически продолжили свою деятельность. 8 мая в связи с запретом на деятельность комитета «Крунк» было решено воссоздать Совет директоров, который руководил национальным движением карабахских армян до конца 1991 года, когда были проведены выборы в Верховный Совет НКР.
3 марта комитет «Карабах» выступил с обращением к ООН, парламентам и правительствам всех стран, Всемирному Совету церквей, Социнтерну, коммунистическим и рабочим партиям, Международному красному кресту, в котором обвинил «руководство Советского Азербайджана, ряд ответственных работников ЦК КПСС в преступлении против армянского народа». В НКАО был объявлен траур по жертвам сумгаитской трагедии. В Степанакерте на территории комплекса павшим воинам была установлена памятная плита в память о погибших в Сумгаите. В результате массового переселения сумгаитских армян в Армянскую ССР, НКАО, города Российской Федерации, начавшегося сразу же после погромов, всё 14-тысячное армянское население Сумгаита покинуло город. Тем временем с первых дней марта в Зангеланский и соседние с ним районы АзССР начали прибывать новые беженцы — азербайджанские семьи, вынужденные покинуть территорию Армянской ССР.
9 марта на совещании в ЦК КПСС были заслушаны сообщения первых секретарей ЦК КП Азербайджана и Армении Багирова и Демирчяна об обстановке, складывающейся в этих республиках в связи с событиями в Нагорном Карабахе, в результате чего было решено признать наличие некоторых проблем экономического и культурного плана, породивших карабахское движение, и выразить готовность к разработке программ по их разрешению в рамках прежней автономии. В сообщении газеты «Правда» говорилось: «Как отмечалось на совещании, обстановка в Азербайджане и Армении входит в нормальное русло, хотя продолжает иметь свои сложности. Работают предприятия и учебные заведения. Восполняется упущенное производство промышленной продукции. Соблюдается общественный порядок. Продолжается следствие по делам о преступлениях, имевших место в г. Сумгаите 28 февраля 1988 г.» Как сообщила «Правда», Горбачёв, выступивший на совещании, заявил, что «главное сейчас заключается в последовательном проведении ленинских принципов национальной политики, укреплении дружбы азербайджанского и армянского народов… Любое обострение ситуации может отбросить нас назад от тех нелёгких завоеваний дружбы народов, которых достигла наша страна за семь десятилетий своего существования».
10 марта газета «Советский Карабах» публикует первые материалы, в которых упоминаются «бесчинства, совершённые в Сумгаите».
К 11 марта исследователь К. В. Юматов относит начало информационного противостояния главной областной газеты с республиканскими СМИ Азербайджана — в репортаже с общего собрания коммунистов аппарата областного совета профсоюзов, где обсуждалось обращение М. С. Горбачёва, республиканские СМИ подверглись обвинениям в тенденциозной трактовке происходящих в Нагорном Карабахе событий, фальсификации фактов. В качестве главной причины «февральских событий» называлась «тенденциозная, ошибочная политика, которую вели в последние десятилетия отдельные партийные, советские и хозяйственные руководители области, республики. Некоторые деятели науки, литературы и искусства республики посягнули на духовные ценности нашего народа, оскорбили его национальное достоинство, игнорируя принципы ленинской национальной политики». Появление этого репортажа, по мнению К. В. Юматова, было очень значимым: во-первых, впервые в официальной прессе чётко проявилась оппозиция армянского партийного и профсоюзного аппарата НКАО по отношению к Баку, несмотря на все заверения в интернационализме и дружбе. Во-вторых, сторонники присоединения к Армении явно воспользовались нерешительностью действий центральных властей СССР, выразившихся в обращении Генерального секретаря ЦК КПСС и на совещании ЦК КПСС. В-третьих, уже в марте 1988 года армянское население НКАО — карабахцы — оказалось на официальном уровне противопоставлено азербайджанскому населению региона, которое не рассматривалось как равноправный субъект происходящих процессов.
16 марта, по оценке К. В. Юматова, ознаменовалось своего рода «выходом армянского подполья в открытое информационное пространство» — в газете «Советский Карабах» было опубликовано открытое письмо в редакцию трёх активистов карабахского движения — преподавателей Степанакертского пединститута кандидатов наук Лены Григорян, Арзик Мхитарян и Гамлета Григоряна. Авторы выдвинули тезис об особой ответственности газеты, обвинив её в том, что при освещении «всенародного движения, всё нарастающего в Нагорном Карабахе, цель которого — воссоединение с Советской Арменией», газета проявляет «непонятную медлительность» «вместо того, чтобы выявить истину, сказать честное, правдивое партийное слово»: «Просто невыносимой стала ложь, пренебрежение печати к голосу масс. Народ Нагорного Карабаха испытывает духовную и нравственную жажду. Он требует воссоединить НКАО с Армянской ССР». Фактически, пишет К. В. Юматов, авторы призвали газету «Советский Карабах» к началу информационной войны с республиканскими СМИ, к полному и окончательному переходу на националистические позиции, чтобы «голос карабахцев» дошёл до «мудрого руководства нашей партии» без «искажений». В этом же номере в одном из материалов были проведены прямые параллели между репрессиями мусаватистов против армян в Нагорном Карабахе в 1920 году и властями Советского Азербайджана, на которые автор возложил ответственность за сумгаитские и агдамские события. Продолжение и закрепление подобной редакционной политики в последующий период свидетельствовало о том, что газета «Советский Карабах» окончательно превратилась в главный информационный орган сторонников Миацума в НКАО.
Большинство членов Нагорно-Карабахского областного совета депутатов и обкома партии поддержали требования о передаче НКАО из состава Азербайджана в состав Армении, которые были оформлены в соответствующих решениях сессий областного Совета и пленума обкома партии. 17 марта пленум обкома партии принял решение, где говорилось: «Выражая чаяния армянского населения автономной области, волю подавляющего большинства коммунистов Нагорного Карабаха, просить Политбюро ЦК КПСС рассмотреть и положительно решить вопрос присоединения Нагорно-Карабахской автономной области к Армянской ССР, исправив тем самым допущенную в начале 20-х гг. историческую ошибку при определении территориальной принадлежности Нагорного Карабаха».
16 марта пленум Сумгаитского обкома КП Азербайджана освободил Д. М. Муслим-заде от обязанностей первого секретаря Сумгаитского горкома партии «за проявленную политическую беспечность, допущенные крупные недостатки в организаторской и политической работе и непартийное поведение, приведшие к трагическим событиям в городе».
18 марта ЦК КП Азербайджана обсудил вопрос «О крупных недостатках в организаторской работе среди населения, политической близорукости и бездеятельности бюро Сумгаитского горкома партии в предотвращении трагических событий в городе». В принятом постановлении отмечалось, что бюро горкома партии и его секретари, исполком горсовета недооценили сложную обстановку, не приняли конкретных мер по повышению бдительности, обеспечению общественного порядка в городе, заняли выжидательную позицию, что привело к трагическим последствиям — «группой хулиганствующих элементов в г. Сумгаите были спровоцированы беспорядки. В противоправные действия оказались вовлечёнными неустойчивые, незрелые люди, попавшие под влияние провокационных слухов, подстрекательских разговоров. Воспользовавшись обстановкой разгула эмоций, уголовные элементы совершили бандитские действия, повлёкшие человеческие жертвы… В сложной ситуации ряд партийных, советских и хозяйственных руководителей, партийный актив, коммунисты города проявили нерешительность и растерянность, недооценили всей опасности последствий разыгравшихся событий. На пресечение беспорядков не были подняты трудовые коллективы, фактически бездействовали народные дружины. Потребовались экстренные, чрезвычайные меры для восстановления и наведения порядка в городе… Профессионально неподготовленным к противодействию бесчинствующим элементам оказался городской отдел внутренних дел… Беспечное, безответственное отношение многих работников правоохранительных органов города к исполнению своих служебных обязанностей не позволило своевременно предотвратить беспорядки».
18 марта группа высших партийных руководителей (Е. К. Лигачёв, Л. Н. Зайков, М. С. Соломенцев, П. Н. Демичев, В. И. Долгих, Г. П. Разумовский, А. И. Лукьянов) встретились с деятелями науки и культуры армянской и азербайджанской национальности, работающими в г. Москве. В тот же день Лигачёв принял группу представителей трудовых коллективов НКАО.
21 марта состоялось заседание Политбюро ЦК КПСС, на котором, в частности, обсуждался вопрос о мерах противодействия нарастающему национально-демократическому движению в Армении — и в первую очередь, деятельности комитета «Карабах». В газете «Правда» была опубликована обширная статья под заглавием «Эмоции и разум», в которой события, происходящие в Армении и Азербайджане, были представлены как результат происков безответственных экстремистов, разжигающих страсти и толкающих людей на нарушения общественного порядка. 23 марта в Степанакерте в связи с этой публикацией началась многодневная забастовка, завершившаяся 5 апреля. 24 марта Президиум ВС АзССР принял постановление, которым, в частности, распускалось общество «Крунк» и его руководящие органы, запрещалось проведение несанкционированных собраний и т. д.
21 марта в письме Горбачёву требования армян Карабаха о вхождении в состав Армении поддержал известный правозащитник академик А. Д. Сахаров, призывавший найти «решительный, демократический и конституционный» способ выхода из двух кризисных ситуаций, связанных с требованиями о возвращении крымских татар на их родину и о воссоединении Карабаха с Арменией.
22 марта Президиумы Верховных Советов всех союзных республик СССР провели заседания, на которых обсудили положение, сложившееся в НКАО, Азербайджанской и Армянской ССР, «выразили обеспокоенность и тревогу в связи с этим и просили Президиум Верховного Совета СССР принять решительные меры, направленные на соблюдение требований советской Конституции на территориях указанных республик, на дальнейшее укрепление Союза ССР и всех его государственных и автономных образований». 23 марта Президиум Верховного Совета СССР принял Постановление «О мерах, связанных с обращением Союзных республик по поводу событий в Нагорном Карабахе, в Азербайджанской и Армянской ССР», в котором, в частности, указал: «…Признать недопустимым, когда сложные национально-территориальные вопросы пытаются решать путём давления на органы государственной власти, в обстановке нагнетания эмоций и страстей, создания всякого рода самочинных образований, выступающих за перекройку закреплённых в Конституции СССР национально-государственных и национально-административных границ, что может привести к непредсказуемым последствиям…»
24 марта ЦК КПСС и Совет Министров СССР приняли Постановление «О мерах по ускорению социально-экономического развития Нагорно-Карабахской автономной области Азербайджанской ССР в 1988—1995 годах». В постановлении указывалось на «недопустимость пересмотра закреплённых в Конституции СССР национально-государственных и национально-административных границ», выделялось 400 млн рублей на строительство в Нагорном Карабахе жилья, школ, больниц, заводов, дорог (в частности, на реконструкцию дороги Горис-Лачин-Степанакерт), обеспечение занятости трудоспособного населения, улучшение водоснабжения, реконструкцию степанакертского аэропорта, обеспечение приёма программ армянского телевидения, комплекс мероприятий по реставрации и восстановлению памятников истории и культуры и другое. Предусматривалось расширение культурных и экономических связей НКАО с Арменией.
24 марта постановлением Президиума Верховного Совета АзССР было распущено общество «Крунк» и возглавляющие его органы — комитет и совет, поскольку «так называемое общество „Крунк“ берёт на себя несвойственные функции и его деятельность по существу противоречит целям коммунистического строительства и принципам социалистического интернационализма, подстрекает население к массовым беспорядкам». 25 марта указом Президиума Верховного Совета АзССР было утверждено «Положение о порядке организации и проведения собраний, митингов, уличных шествий и демонстраций». Также был принят Указ «Об ответственности за нарушение установленного порядка организации и проведения собраний, митингов, уличных шествий и демонстраций».
24 марта для предотвращения массовых протестов против решения Президиума Верховного Совета СССР в Ереван были введены дополнительные войска, перекрывшие центр города.
25 марта, как утверждают азербайджанские источники, были осуществлены поджоги в четырёх азербайджанских селениях в Араратском районе Армянской ССР
10 апреля Степанакерт посетил заведующий отделом машиностроения ЦК КПСС А. И. Вольский, который выступил на ряде промышленных предприятий города. С этого дня он будет неоднократно посещать НКАО в качестве представителя ЦК КПСС, а с сентября 1988 года фактически будет руководить введёнными в регион войсками.
Как пишет А. Ф. Дашдамиров, в течение марта — апреля правительством Азербайджана совместно с союзными министерствами и ведомствами были решены основные вопросы практической реализации постановления ЦК КПСС и Совета Министров СССР от 24 марта. Однако с самого начала его выполнение наталкивалось на сопротивление нового руководства НКАО. На митингах в Ереване и Степанакерте прозвучал лозунг «Мы требуем политического решения, а не экономических подачек!». Акцент в пропагандистской риторике сместился с социально-экономических вопросов в политическую сферу, усиливались требования «политического решения карабахской проблемы». Новые руководители НКАО вели дело к демонстративному свёртыванию хозяйственных, производственных связей с городами и районами Азербайджана, отказывались сотрудничать с государственными органами республики. Усиливалась дискриминация азербайджанского населения НКАО. Общественные организации, первичные организации КПСС, комсомольские, профсоюзные организации, творческие союзы начали делиться по национальному принципу.

#### Май
По сообщениям азербайджанских источников, за первые десять дней мая в Азербайджан прибыло до тысячи беженцев из Армении.
3 мая подразделения МВД были введены в село Туг Гадрутского района НКАО со смешанным населением для предотвращения столкновений на национальной почве.
В НКАО продолжались акции протеста. 1 мая первомайская демонстрация в Степанакерте переросла в митинг, участники которого вновь выдвинули требование о воссоединении Нагорного Карабаха с Армянской ССР. 8 мая в Степанакерте прошла сидячая забастовка, участники которой не выдвигали никаких требований. На постамент памятника Ленину был водружён флаг Армянской ССР. 11 мая в связи с назначением азербайджанца на должность заместителя прокурора НКАО в Степанакерте состоялись демонстрации и митинги протеста, перешедшие в забастовку, прекращённую лишь через два дня, после отмены этого назначения.
15 мая произошли столкновения между армянами и азербайджанцами в Араратском районе Армянской ССР. Беспорядки, в ходе которых было подожжено несколько домов, были подавлены войсками. Имелись пострадавшие.
15 мая прошли многотысячные антиармянские митинги в Шуше, на которых высказывались угрозы расправы над местными армянами. Было принято обращение в советские и партийные органы с требованиями ликвидации автономной области. 16 — 18 мая местные армяне начали покидать город (перебираясь в Степанакерт). Как утверждает Левон Мелик-Шахназарян, под воздействием угроз город было вынуждено покинуть почти всё четырёхтысячное армянское население. Нагорно-Карабахский обком КПСС, обсудивший 17 мая вопрос «О провокациях в г. Шуше», принял решение создать пресс-центр для оперативного информирования о событиях в области. В этот же период в самом Степанакерте начинаются нападения на азербайджанцев — студентов и преподавателей местного пединститута, срываются занятия на азербайджанском отделении, студентов-азербайджанцев вынуждают покинуть Степанакерт.
16 мая в Баку на площади имени Ленина (впоследствии переименованной в площадь Свободы) состоялся первый общегородской митинг студентов, молодёжи и интеллигенции в знак протеста против изгнания азербайджанцев из Армении, собравший около 15 тысяч человек и чуть было не завершившийся нападением особо агрессивных участников на представителей республиканской власти.
17 мая состоялась демонстрация в Ереване и всеобщая забастовка в Степанакерте в знак протеста против слишком мягкого приговора сумгаитского суда по делу «непосредственных участников в массовых волнениях» (16 мая в ходе первого судебного процесса обвиняемый Талех Исмаилов был приговорён к 15 годам лишения свободы за убийство).
18 мая в газете «Бакинский рабочий» было опубликовано обращение ЦК КП Азербайджана, Президиума ВС АзССР, Совета министров АзССР в связи с новой волной «митинговой демократии», вызванной складывающейся ситуацией в Нагорном Карабахе, Азербайджане и Армении и «чреватой непредсказуемыми последствиями». В обращении указывалось, что «в последние дни обстановка снова стала нагнетаться, участились слухи, разного рода домыслы, что породило нездоровые настроения, негативно подействовало на процесс дальнейшей нормализации в республике». Говорилось, что выступления на митинге 16 мая «были внимательно выслушаны членами Бюро ЦК КП Азербайджана… Вопросы, поставленные участниками митинга, внимательно рассмотрены. По некоторым из них будут приняты незамедлительные меры. Но следует учесть, что поставлены и такие вопросы, решение которых требует глубокого изучения и определённого времени». Признавалось, что «нынешняя обеспокоенность определённой части населения вызвана, в частности, событиями, которые имели место в некоторых населённых пунктах Араратского района Армянской ССР 11 мая (так в тексте) с. г., где между местными жителями произошли инциденты. Имеются пострадавшие, жертв нет. Партийными и советскими органами принимаются меры по нормализации обстановки. По всем случаям Прокуратурой СССР ведётся расследование. Можно не сомневаться, что виновные будут выявлены и привлечены к ответственности по всей строгости закона». Население республики призывалось к терпению, выдержке и достоинству, глубокой ответственности за судьбу своего народа.
В этот же день в Баку состоялся ещё один общегородской митинг, в котором участвовало около 30 тысяч человек. Здесь также звучала резкая критика по поводу бездеятельности республиканского руководства.
Чем больше автономная область дистанцировалась от республики, тем меньшим авторитетом среди населения пользовались руководители Азербайджана. С мая координацию массовых митингов в Баку взяла на себя организация «Варлыг» («Реальность»), которую возглавлял рабочий из Нахичевани Неймат Панахов (Панахлы). Деятельность этой организации Д. Фурман характеризует как «поджигательскую и фанатичную». Бакинская интеллигенция, в свою очередь, сгруппировалась вокруг возникшего после сумгаитских событий неформального Бакинского клуба учёных.
21 мая была произведена смена высших партийных руководителей Армении и Азербайджана (с официальной формулировкой «по состоянию здоровья»): Карена Демирчяна сменил Сурен Арутюнян, а Кямрана Багирова — Абдурахман Везиров. Как отмечает Том де Ваал, оба новых назначенца «работали за пределами региона, и, предположительно, не были вовлечены в местную клановую политику. Везиров был советским послом в Пакистане; Арутюнян работал в аппарате ЦК КПСС в Москве». Представлять новых руководителей на внеочередных Пленумах ЦК КП Азербайджана и Армении были направлены два члена Политбюро ЦК КПСС: в Баку направился Егор Лигачёв, а в Ереван — Александр Яковлев. Представители Москвы своими двусмысленными и противоречивыми действиями, однако, вызвали обострение ситуации. Если Яковлев в Ереване выразил сочувствие требованиям армян и даже выступил на массовом митинге, то Лигачёв в Баку решительно заявил, что никто и никогда не позволит отобрать Нагорный Карабах у Азербайджана, призывал крепить единство многонационального советского государства, держаться за интернационализм и дружбу народов. Участвовавшему в Пленуме первому секретарю Нагорно-Карабахского обкома партии Генриху Погосяну отказали в возможности выступить. Таким образом обнаружилось наличие серьёзных разногласий по карабахской проблеме между членами Политбюро, что выразилось в неспособности к решительным и жёстким действиям. Том де Ваал и Дмитрий Фурман отмечают, что новые назначения не способствовали прекращению кризиса: Сурен Арутюнян «быстро уловил доминирующие националистические настроения» и уже 28 мая в день Первой республики впервые за советские годы разрешил вывесить в Ереване ранее запрещённый трёхцветный красно-сине-оранжевый флаг, а Абдурахман Везиров «беспомощно метался между массами и интеллигенцией, презираемый и теми и другими». Более того, в руководстве Азербайджана всё ещё продолжали доминировать бывшие соратники Гейдара Алиева. По воспоминаниям Аяза Муталибова, в тот период, «в сущности, шла борьба между двумя кланами — Алиева и Везирова. Они никак не могли договориться».
Бывший первый секретарь Сумгаитского горкома КП Азербайджана Муслим-заде, выступая 21 мая на пленуме ЦК КП Азербайджана, публично возложил вину за трагические события в Сумгаите на руководство республики. Пленум ЦК КП Азербайджана принял постановление «Об ответственности Кеворкова Б. С. и других руководителей за события в НКАО». В тот же день в Баку состоялся многотысячный митинг с требованиями восстановить Багирова и лозунгами: «Армяне, русские, евреи — вон из Азербайджана!». 30-31 мая на пленуме ЦК КП Азербайджана бывший первый секретарь Нагорно-Карабахского обкома КПСС Кеворков был исключён из партии «за серьёзные политические ошибки в руководстве областной парторганизацией, приведшие к обострению межнациональных отношений, персональную ответственность за происходящие в автономной области беспорядки», бывший первый секретарь Сумгаитского горкома КПСС Муслим-заде был исключён из партии «за крупные недостатки в организаторской и политической работе, приведшие к трагическим событиям в Сумгаите».
21 мая в Степанакерт были введены войска, а 22 мая здесь началась очередная забастовка в знак протеста против выступления Лигачёва на Пленуме ЦК КПАз в Баку и ввода войск. Обком партии НКАО направил письмо в ЦК КПСС с просьбой подтвердить ранее данные заверения о том, что вопрос Нагорного Карабаха не снят с повестки дня. Был усилен и войсковой контингент в Ереване. 26 мая в Ереване началась сидячая демонстрация с требованием рассмотреть обращение облсовета НКАО и дать на него положительный ответ. Демонстрация продлилась 21 день.
27 мая руководители партийных и советских органов НКАО направили письмо в Политбюро ЦК КПСС с просьбой с учётом сложившейся тяжёлой ситуации в области до окончательного решения её статуса вывести НКАО из подчинения АзССР.
Том де Ваал утверждает со ссылкой на бывшего заведующего подотделом межнациональных отношений ЦК КПСС В. А. Михайлова, что в мае руководству НКАО было предложено подумать о таком варианте выхода из сложившейся ситуации: согласиться на сохранение Нагорного Карабаха в составе Азербайджана, но при этом его статус мог бы быть повышен до уровня автономной республики, что позволило бы области получить собственный законодательный орган, собственную конституцию и правительство. Генрих Погосян, однако, по словам автора, «в последний момент пошёл навстречу местным радикально настроенным избирателям и решил отвергнуть предложенный план». Сванте Корнелл со ссылкой на мемуары М. С. Горбачёва также упоминает о существовании подобных планов, осуществлению которых, однако, помешали «внутренние антагонистические противоречия, потому что уже полным ходом шла борьба за власть, за смену правящей элиты. Всё распалось, потому что армянское национальное движение, сформировавшееся на базе комитета „Карабах“, спешило захватить власть»
В мае 1988 года произошли перемены в составе комитета «Карабах», которые привели к радикальному изменению его деятельности как лидера массового оппозиционного национально-демократического движения. Из состава комитета были выведены два представителя карабахских армян и члена КПСС, бывшие лидеры «Карабаха» Игорь Мурадян и Зорий Балаян. Новый «Карабах» полностью состоял из представителей ереванской интеллигенции, в большинстве своём видных научных деятелей. Как пишет Том де Ваал, «хотя новые лидеры всё ещё называли себя „Комитетом Карабах“, сфера их политических интересов простиралась далеко за пределы Карабаха. Они все принадлежали к поколению, важным фактором формирования которого стали ереванские националистические демонстрации 1965—1967 годов. В результате этих выступлений в городе был открыт мемориал с вечным огнём в память о жертвах геноцида 1915 года, а день 24 апреля был объявлен в Армении Днём Геноцида. Они явились носителями идеи „армянского суда“, или „Ай дата“: давней мечты о сплочении всех армян мира, от Бейрута до Лос-Анджелеса, вокруг общих националистических целей».
Левон Тер-Петросян, главный стратег комитета «Карабах», в своём интервью Тому де Ваалу в 2000 году заявлял: «Члены первого „Комитета Карабах“ — Игорь Мурадян, Зорий Балаян, Сильва Капутикян и другие — думали только о Карабахе. Для них вопросы демократии или независимости Армении просто не существовали. И это послужило причиной раскола. Почувствовав, что мы начинаем представлять опасность для советской системы, они отступили. И произошла естественная перемена. Они считали, что карабахский вопрос должен быть разрешён в рамках советской системы. Мы же пришли к пониманию того факта, что эта система никогда бы не разрешила карабахский вопрос, и что требуется как раз обратное: для решения проблемы Карабаха необходимо было сменить систему».

#### Июнь—август
29 мая состоялась встреча руководителей парторганизаций Азербайджана (А. Х. Везирова и В. Н. Коновалова) и Армении (С. Г. Арутюняна и Ю. П. Кочеткова), которые совместно посетили районы двух республик (Иджеванский и Казахский) и рассмотрели вопросы, связанные с усилением экономических и культурных связей. Встреча не привела к какому-либо оздоровлению обстановки. Уже 7 июня, по утверждению азербайджанских источников, азербайджанское население было изгнано из города Масис Армянской ССР, а 20 июня этническим чисткам подверглись ещё пять азербайджанских селений в Араратском районе Армении. За несколько первых дней июня в Азербайджан из Армении прибыло до двух тысяч человек. Первый заместитель Председателя Совета Министров АзССР сообщил агентству «Азеринформ», что на 14 июня в республику из Армянской ССР прибыло 4 тысячи беженцев. В Баку, Агдашском, Зангеланском, Уджарском, Казахском, Агсуинском и Имишлинском районах созданы штабы по встрече и размещению в этих зонах всех прибывающих лиц. Свыше 900 человек временно были размещены в пансионатах Апшерона. Всего в районах республики было размещено свыше 3800 прибывших.
В Степанакерте, где с 24 мая продолжается всеобщая забастовка, азербайджанцев не допускают на рабочие места, им предлагают покинуть область.
В июне-июле законодательные органы Азербайджанской и Армянской ССР развязали так называемую «войну законов». 13 июня Президиум Верховного Совета Азербайджанской ССР признал неприемлемым ходатайство депутатов облсовета НКАО о передаче НКАО из АзССР в состав Армянской ССР. Новый руководитель Азербайджана Везиров в тот же день созвал общегородской «митинг трудящихся», но, по словам Зартушта Али-Заде, «митинг не получился, Везиров по-азербайджански говорил из рук вон плохо, не понимал ситуацию и не чувствовал настроения масс. Люди после митинга направились громить армянские районы города и только с огромным трудом милиция, а кое-где представители интеллигенции смогли удержать толпу». Везиров сообщил участникам митинга, что Президиум Верховного Совета Азербайджанской ССР, «всесторонне рассмотрев просьбу» депутатов Совета народных депутатов НКАО о передаче НКАО из АзССР в состав Армянской ССР, «постановил считать её неприемлемой, поскольку это противоречило бы интересам и азербайджанского, и армянского населения республики, не отвечало бы задачам укрепления дружбы всех народов нашей страны, задачам революционного преобразования общества». Как пишет А. Ф. Дашдамиров, «проблемы и трудности социально-экономической жизни населения, нарушения норм социальной справедливости, коррупция и др., затронутые в речи, приоритеты в их решении, предложенные оратором, были достаточно актуальны и остры, и могли быть оценены иначе в другой ситуации и в другое время. Но политический фон, созданный карабахским конфликтом, не позволял воспринимать поднимавшиеся вопросы как первоочередные. Все попытки оратора переключить внимание общества с межнационального конфликта на социальные, кадровые проблемы и т. п. политического эффекта не имели».
Азербайджанские власти блокировали доставку грузов из Армении в НКАО через Лачинский коридор.

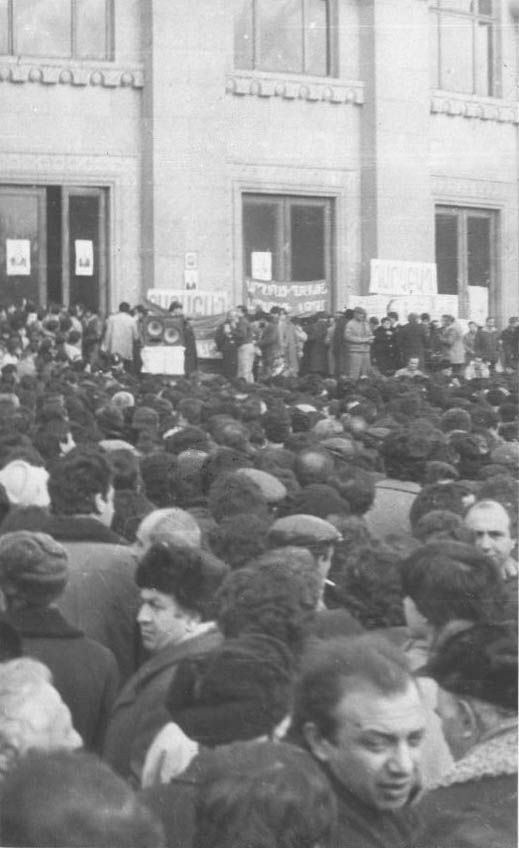
Многотысячный митинг в Ереване. Лето 1988 года

15 июня Верховный Совет Армянской ССР дал согласие на вхождение Нагорно-Карабахской автономной области в состав Армянской ССР и обратился в связи с этим к Верховному Совету АзССР. Решение, принятое в обстановке беспрецедентного давления со стороны нескольких сотен тысяч митингующих, собравшихся перед зданием Верховного Совета (парламентское обсуждение транслировалось в прямом теле — и радиоэфире, и в какой-то момент именно недовольство собравшихся заставило депутатов внести изменения в формулировки постановления), привело к конституционному кризису и прямому противостоянию законодательных органов двух союзных республик. В ответ 17 июня Верховный Совет Азербайджанской ССР заявил, что решение этого вопроса «не может входить в компетенцию Армянской ССР, а целиком и полностью относится к неотъемлемому суверенному праву» АзССР: «В ответ на обращение Верховного Совета Армянской ССР Верховный Совет Азербайджанской ССР, исходя из интересов сохранения сложившегося национально-территориального устройства страны, закреплённого Конституцией СССР, руководствуясь принципами интернационализма, интересами азербайджанского и армянского народов, других наций и народностей республики, счёл передачу НКАО из Азербайджанской ССР в состав Армянской ССР невозможной».
21 июня на сессии областного совета НКАО вновь был выдвинут вопрос о выходе из состава Азербайджанской ССР.
Если в Ереване, где азербайджанское население было малочисленным и правоохранительным силам было нетрудно поддерживать порядок, почти не было (или вовсе не было) межнациональных столкновений, то, согласно азербайджанским источникам, в сельских районах и малых городах Армении имели место массовые запугивания, нападения на азербайджанское население, их всё более энергичное выдавливание из республики. По свидетельству тогдашнего секретаря ЦК КП Азербайджана А. Ф. Дашдамирова, с 19 по 25 июня 1988 года в Армении по инициативе ЦК КП Армении находилась группа ответственных партийных и советских работников из Азербайджана под руководством члена бюро ЦК КП Азербайджана, первого заместителя Председателя Совета министров Азербайджанской ССР М. С. Мамедова. По результатам поездки была подготовлена справка, которая была направлена для сведения в ЦК КПСС. В справке говорилось:

Демонстрируя своё неудовлетворение отрицательным решением сессии Верховного Совета Азербайджанской ССР от 17 июня с. г. по вопросу передачи НКАО из состава Азербайджанской ССР в Армянскую ССР, группы хулиганствующих элементов армянской национальности предприняли ряд противоправных действий против азербайджанской части населения Армении. Так, 17 июня с. г. ими учинены погром и массовое избиение жителей посёлков Масис, Саят-Нова, Даштаван, Зангиляр, Сарванляр и др. Разгромлены 18 квартир, сожжены 7 частных домов азербайджанцев, 11 человек тяжело ранены, лица многих из них изуродованы. В десятках домов и квартир разбиты стёкла, двери, поломаны заборы, гаражи, автомобили, разрушены надворные постройки. Более 8 тыс. жителей побросали свои дома, укрылись под защитой пограничной заставы… Особой жестокостью отличались действия «молодчиков», прибывших на автобусах в сопровождении грузовых машин и самосвалов, гружённых арматурой, камнями, палками и другими орудиями избиения. Происшедшему во многом способствовали публикации в местной печати, передачи республиканского телевидения и радио, многочисленные подстрекательские речи на митингах и сборищах в г. Ереване и других населённых пунктах Армянской ССР… Обращает на себя внимание безнаказанность хулиганских проявлений, бездействие местных советских и правоохранительных органов, которыми не предупреждается совершение фактов насилия. Аналогичный погром имел место также 11 мая с. г. в селе Ширазлы Араратского района, где повсеместно проживают армяне и азербайджанцы. Тогда было разгромлено 57 домов азербайджанцев, в том числе один дом полностью и два дома частично были сожжены. Жители азербайджанской национальности села Ширазлы и других разгромленных сёл нашли защиту у пограничников. Более 45 дней существует лагерь этих беженцев, живущих практически под открытым небом. Здесь немало и детей. Со стороны местных властей не проявляется элементарного внимания, не оказывается медицинская помощь, не завозятся продукты, вода и прочие предметы первой необходимости, возникает реальная угроза эпидемических заболеваний. В результате проведённой работы женщин и детей из этого лагеря удалось перевести в близлежащий населённый пункт. Положение усугубляется тем, что многих азербайджанцев увольняют с работы, снимают с постоянного паспортного учёта, систематически шантажируют угрозой физической расправы. Все это усиливает тревогу, нагнетает страх, сказывается на моральном состоянии людей… Подобные факты наблюдаются и во многих других районах, особенно Масисском, Варданисском, Ехенадзорском, Азизбековском. Все это привело к тому, что многие азербайджанские семьи покинули Армению, находятся в настоящее время в Азербайджанской ССР и других регионах страны.

28 июня — 1 июля в Москве состоялась XIX конференция КПСС. И армянская, и азербайджанская делегации попытались использовать её для решения карабахского вопроса в свою пользу, но обсуждавшиеся проблемы демократизации советского общества и реформы политической системы СССР оттеснили этот вопрос на задний план. Выступая перед делегатами конференции, М. С. Горбачёв вновь подчеркнул приверженность принципу нерушимости существующих границ между союзными республиками.
В Армении следующий месяц ознаменовался многодневными забастовками коллективов предприятий, организаций, учебных заведений, массовыми митингами. 5 июля произошёл серьёзный инцидент в ереванском аэропорту «Звартноц». В ночь с 4 на 5 июля сотрудники аэропорта присоединились к общенациональной забастовке, объявленной по инициативе комитета «Карабах». В здании аэропорта и вокруг него собралось около 2000 пикетчиков. За несколько часов до окончания забастовки на лётном поле высадились десантники, которыми командовал генерал А. М. Макашов. Аэропорт был окружён войсками, ведущее к нему шоссе было перекрыто. После того, как переговоры между военным командованием и пикетчиками зашли в тупик, войска начали штурм здания. Пикетчиков избивали дубинками и прикладами автоматов. Армянская милиция безуспешно пыталась предотвратить избиение, загородив пикетчиков от солдат. Один из пикетчиков погиб от выстрела в голову, ещё один в результате пулевого ранения в позвоночник был парализован. Всего после избиений в аэропорту было госпитализировано 96 человек. Генеральный прокурор СССР А. В. Сухарев распорядился возбудить уголовное дело против организаторов забастовки в аэропорту, одновременно воспрепятствовав попыткам армянской прокуратуры начать собственное следствие по делу о гибели пикетчика и массовых избиениях.
12 июля сессия областного Совета народных депутатов НКАО заявила об одностороннем выходе из Азербайджанской ССР и переименовании НКАО в «Арцахскую Армянскую автономную область», однако Президиум Верховного Совета Азербайджанской ССР признал это решение незаконным и отменил его. В Степанакерте уже несколько месяцев не работали предприятия и организации, каждый день проводились шествия по улицам города и массовые митинги, обстановка накалялась всё больше. Корреспонденты «Известий» сообщали о мощной поддержке, которую протестующие получали из Армении — сотни людей ежедневно уезжали в Ереван и, наоборот, приезжали в Степанакерт (для этого был организован «воздушный мост» между этими городами, число авиарейсов порой доходило до четырёх — восьми в день). Тем временем советские средства массовой информации представляли события вокруг Карабаха и карабахскую проблему как дело рук неких «коррумпированных кланов», мафиозных группировок, которые таким образом пытаются нанести удар по перестройке, угрожающей их существованию. В Карабахе и Армении люди бойкотировали журналистов и публично сжигали номера «Правды» и «Известий».
18 июля Президиум Верховного Совета СССР на специальном заседании рассмотрел решения Верховных Советов Армянской ССР и Азербайджанской ССР по Нагорному Карабаху и принял заранее подготовленное постановление по данному вопросу. В постановлении было отмечено, что, рассмотрев просьбу Верховного Совета Армянской ССР о переходе НКАО в состав Армянской ССР (в связи с ходатайством Совета народных депутатов НКАО) и решение Верховного Совета Азербайджанской ССР о неприемлемости передачи НКАО в состав Армянской ССР, Президиум Верховного Совета СССР считает невозможным изменение границ и установленного на конституционной основе национально-территориального деления Азербайджанской ССР и Армянской ССР. Было подтверждено и предшествующее решение ЦК КПСС о выделении НКАО дополнительных средств на развитие экономики. Фактически, однако, решения о целевом расходовании этих средств принимались на уровне азербайджанского руководства, тем более что строительные организации НКАО не располагали производственными мощностями, необходимыми для их осваивания. Как станет известно впоследствии, руководство Азербайджана попытается использовать выделенные финансы для осуществления строительства на территории НКАО за счёт рабочей силы, привлечённой из других районов республики, в том числе с целью изменения этнической структуры населения области. При этом НКАО так и не получит объектов, крайне необходимых ей для обеспечения выживания в условиях экономической блокады, — область не имела своего мукомольного завода, комбикормового завода, завода железобетонных изделий, домостроительного комбината.
Высшее советское руководство таким образом фактически поддержало позицию Азербайджанской ССР, означавшую сохранение status quo, и демонстрировало растущее недовольство требованиями армян. М. С. Горбачёв в заключительном слове обвинил армян в том, что они ведут «недопустимую» кампанию, идущую вразрез с задачами перестройки. При этом, однако, он предпринял шаг, не получивший популярности в Азербайджане, — 24 июля в НКАО был направлен в качестве представителя ЦК КПСС и Президиума Верховного Совета СССР заведующий отделом ЦК КПСС Аркадий Вольский «для организации и координации работы партийных, советских и хозяйственных органов Азербайджана, Армении и НКАО по выполнению решений ЦК КПСС, Президиума Верховного Совета и Совета Министров СССР по Нагорному Карабаху», что фактически означало введение в Нагорном Карабахе прямого правления. Ожидалось, что на этом посту он пробудет всего шесть месяцев. Как оказалось, ему предстояло проработать в Нагорном Карабахе почти полтора года. Как пишет Том де Ваал, Вольский, «человек большого личного обаяния, снискал — по крайней мере, сначала, — уважение к себе обеих конфликтующих сторон, и ему удавалось, по крайней мере, на первых порах, снимать напряжённость в межэтнических отношениях». Назначение Вольского дало возможность прекратить на какое-то время всеобщую забастовку, продолжавшуюся в НКАО с конца мая. Следующая вспышка забастовочной активности произошла в середине сентября.
23 июля газета «Бакинский рабочий» опубликовала сообщение о прошедшем накануне совещании партактива города Баку, где первый секретарь ЦК КП Азербайджана Везиров проинформировал собравшихся о ходе заседания Президиума Верховного Совета СССР по Нагорному Карабаху и поставил задачи по выполнению его решений. Среди других тем было затронуто положение, в котором оказались азербайджанцы, вынужденные покинуть Армению. По словам Везирова, комиссию по этим вопросам возглавит председатель Совета Министров АзССР Г. Н. Сеидов.

Во второй половине июня осложнение обстановки в Армении вызвало новые потоки беженцев, которых приходится размещать в палаточных городках. В середине июля агентство ТАСС сообщало: 
Сложная, напряжённая обстановка в Армянской ССР продолжает вызывать массовые перемещения азербайджанского населения из Армении в Азербайджан. Как сообщает специальная комиссия, созданная при Совете Министров Азербайджанской ССР, азербайджанцы, прибывшие из Армении, временно размещены в 43 районах республики. Наибольшее число таких граждан — в Нахичеванской АССР, в Шамхорском, Кубинском, Казахском и Ждановском районах.
По состоянию на середину июля, в Азербайджан из Армении выехало около 20 тысяч человек (более 4 тысяч семей). Одновременно в Армению продолжали прибывать беженцы из Азербайджана. По данным местных властей, на 13 июля в Армению прибыло 7265 человек (1598 семей) из Баку, Сумгаита, Мингечаура, Казаха, Шамхора и других городов Азербайджана.
18 июля, в день заседания Президиума Верховного Совета СССР, в Ереван были введены дополнительные воинские подразделения, и, по некоторым данным, общая численность войск, дислоцированных в городе и окрестностях, достигло 200 тысяч. Был введён комендантский час. 25 июля работа на большинстве предприятий города возобновилась и продолжалась до конца августа.
Жёсткое решение Президиума Верховного Совета СССР привело к изменению тактики армянской оппозиции. Комитет «Карабах» приступил к формированию общенациональной организации, которая получила наименование «Армянское общенациональное движение» («HHSH» — «Hayots Hamazgayin Sharzhum»). Программа АОД предусматривала проведение в Армении широкомасштабных реформ.
В Азербайджане 23 июля А. Х. Везиров встретился с представителями Бакинского клуба учёных, которые, по словам участника встречи Зардушта Али-Заде, предложили ему провести ряд демократических реформ и «решительно избавляться» от «алиевских кадров», которые «очень скоро съедят его, Везирова». Диалога, однако, не получилось, и именно после этой встречи активисты БКУ начали работу по созданию Народного фронта Азербайджана (НФА).
2 августа в Степанакерте состоялась встреча первых секретарей республиканских партийных организаций А. Х. Везирова и С. Г. Арутюняна с участием А. И. Вольского.
16 августа в Баку прошёл пленум ЦК КП Азербайджана. В своём выступлении А. Х. Везиров отметил, что обострению обстановки вокруг Нагорного Карабаха способствовало прибытие в Азербайджан тысяч азербайджанцев, ранее проживавших в Армении, — «это активно используется провокаторами для нагнетания страстей, создания неуправляемой обстановки, возникает опасность цепной реакции».
19 августа в газете «Бакинский рабочий» было опубликовано обширное интервью с заместителем Генерального прокурора СССР А. Ф. Катусевым о ходе расследования уголовных дел, связанных с бесчинствами в Сумгаите 27-28 февраля 1988 года. Он сообщил, в частности, что 19 уголовных дел в отношении 29 из 94 обвиняемых уже направлены в суд, причём семь уже рассмотрено.

#### Сентябрь—октябрь
31 августа в Ереване прошёл очередной многотысячный митинг, на который собралось 100 тыс. человек, а в начале сентября в митинге на Театральной площади участвовало до 300 тысяч. В течение сентября бастовало от 30 до 70 % предприятий. В последние дни сентября утренний митинг в Ереване собрал 250 тысяч человек, вечерний — 500 тысяч.
В НКАО Совет директоров, созданный в Степанакерте вместо разогнанного властями комитета «Крунк», 11 сентября принял решение о проведении всеобщей недельной забастовки (фактически забастовка продлилась до 9 октября) в знак протеста против расселения в Шуше беженцев из Армении, что протестующие рассматривают как попытку властей изменить демографический баланс в области. На митинге 12 сентября также высказывались требования о передаче НКАО в состав Армянской ССР, о снятии главного прокурора НКАО с должности и о переводе задержанных армян в места заключения за пределами АзССР. Толпа напала на здание прокуратуры НКАО, требуя освобождения всех задержанных в последние дни. В связи с угрозами расправы работникам прокуратуры пришлось покинуть здание под охраной войск. 15-16 сентября в Ереване прошли многотысячные демонстрации поддержки требований протестующих в Степанакерте, 16 сентября была объявлена однодневная забастовка, охватившая около трети предприятий города.
Ещё в выступлении Генриха Погосяна на заседании Президиума Верховного Совета СССР 18 июля отмечались постоянные попытки азербайджанских властей ввести блокаду НКАО: движение на двух шоссейных дорогах, связывающих Армению с НКАО, было затруднено из-за нападений на машины (нападения и избиения пассажиров происходили начиная с февраля, но летом они приобрели систематический характер); значительно сократилось число авиарейсов Ереван — Степанакерт. Летом блокада на дорогах ужесточилась; началась «каменная война», которая из-за попустительства правоохранительных органов вскоре перекинулась и на территорию НКАО.
18 сентября на шоссе, проходящем через азербайджанское село Ходжалы, происходит кровавый инцидент — камнями были забросаны автобус со студентами, возвращавшимися в Степанакерт с сельскохозяйственных работ, и машины с пассажирами-армянами (по другим данным — автобусы со строительной бригадой из Еревана). Один человек был убит, более сорока — в том числе женщины — получили тяжёлые ранения. Милиция вмешалась слишком поздно, лишь когда из Степанакерта в Ходжалы бросились возмущённые участники проходившего там митинга. В последовавшей массовой драке, согласно сообщению ТАСС, применялось холодное и огнестрельное оружие, ранения получили 25 человек. Инцидент имел далеко идущие последствия для межнациональной обстановки внутри НКАО. 19 сентября в Степанакерте начались погромы азербайджанского населения, сопровождавшиеся избиениями и поджогами домов. В Шуше азербайджанцы подожгли армянскую церковь и школу; в течение 19-21 сентября азербайджанцы под защитой военных были эвакуированы из Степанакерта в Шушу (Шушинский район был единственным районом в составе НКАО, большинство населения которого составляли азербайджанцы). Одновременно военными была организована эвакуация из Шуши в Степанакерт остававшегося там армянского населения.
21 сентября в НКАО и Агдамском районе АзССР были введены особое положение и комендантский час. Одновременно Президиум Верховного Совета Армянской ССР принял решение о роспуске комитета «Карабах». Однако попытки партийных и государственных органов успокоить население не имели эффекта. В Ереване и некоторых других городах Армении продолжались призывы к организации забастовок, митингов, голодовок. 22 сентября была прекращена работа ряда предприятий и городского транспорта Еревана, Ленинакана, Абовяна, Чаренцавана, а также Эчмиадзинского района. В Ереване к обеспечению порядка на улицах наряду с органами милиции привлекаются войсковые подразделения.
В октябре и первой половине ноября напряжение нарастало. Митинги, в которых участвовали по двести-триста тысяч человек, проходили в Ереване почти ежедневно. Не прекращались голодовки студентов. На дополнительных выборах в Верховный Совет Армянской ССР подавляющим большинством голосов были избраны члены Комитета «Карабах» Хачик Стамболцян и Ашот Манучарян.
3 октября Степанакерт посетили члены комиссии Совета Национальностей Верховного Совета СССР. Переговоры прошли безрезультатно.
Тем временем суд над виновниками сумгаитской трагедии приобрёл характер фарса. На судебном заседании, проходившем в Сумгаите, в одном случае несколько погромщиков были приговорены к 2,5 годам лишения свободы условно, а в другом общественный защитник представил ходатайство предприятия о передаче дела одного из обвиняемых в товарищеский суд. В судебных процессах и в Сумгаите, и в Москве явно прослеживалась целевая установка: наказать (причём по возможности не очень строго) «стрелочников» и решительно игнорировать все обстоятельства, свидетельствующие о заранее спланированном характере массовых беспорядков.

#### Ноябрь—декабрь
14 ноября в НКАО была объявлена очередная недельная забастовка с требованиями отмены особого положения в области (которое фактически распространялось только на армян), выселения азербайджанцев, завезённых в НКАО в последнее время, возврата армянских беженцев в Шушу.
16 ноября Президиум Верховного Совета Армении рассмотрел вынесенный на всесоюзное обсуждение проект поправок к Конституции СССР и высказался за существенные изменения. Однако на состоявшемся в тот же день 200-тысячном митинге было решено добиваться отклонения всего проекта. Одновременно предлагалось объявить однодневную всеобщую забастовку. 18 ноября забастовка состоялась, охватив Ереван и другие крупные города Армении. К 12 часам дня на Театральной площади столицы состоялся 600-тысячный митинг, закончившийся шествием по городу, в котором участвовало до миллиона человек. Среди участников митинга оказались и руководители Армении — председатель Президиума Верховного Совета Восканян, секретарь ЦК КП по идеологии Галоян.
В середине ноября 1988 года накопившаяся в азербайджанском обществе неудовлетворённость нерешительными действиями бакинского руководства по урегулированию карабахской проблемы и ситуации с беженцами вызвала очередную вспышку митинговой активности в Баку, что привело к массовым погромам на территории Азербайджана и Армении, сопровождавшимся насилием и убийствами мирного населения. В ряде городов было введено особое положение и комендантский час. Сотни тысяч жителей Азербайджана и Армении, вынужденных покинуть места своего постоянного проживания, образовали два встречных потока беженцев.
Поводом для обострения напряжённости послужили появившиеся в азербайджанской прессе в середине ноября сообщения о начавшемся строительстве в районе Топхана (с арм. — «Хачин Тап») на территории НКАО филиала алюминиевого завода.
В действительности 23 октября исполком Совета народных депутатов Аскеранского района принял решение «Об отводе земельного участка площадью 6 га, находящегося в пользовании колхоза им. Энгельса под г. Шуша, именуемого „Топхана“, под строительство пансионата Канакерского алюминиевого завода Армянской ССР», а исполком Совета народных депутатов НКАО утвердил это решение. В азербайджанской прессе это решение было представлено как намерение армян уничтожить священную для азербайджанцев рощу, нанести ущерб экологической ситуации и изменить демографический баланс Шушинского района, что было воспринято обществом как проявление «ползучей армянской аннексии» азербайджанской территории, нарушения «национальной целостности» республики.
По словам Зардушта Ализаде, сигналом для начала кампании послужило подписанное жителями Шуши письмо «Вопль Топханы», опубликованное в газете «Коммунист», органе КП Азербайджана, в котором выражался протест против начала строительства близ Шуши профилактория для рабочих Кенакерского алюминиевого завода. Перечисляя несколько версий появления этого письма, Ализаде считает наиболее обоснованным предположение, согласно которому этот «вопль» был организован противниками Везирова из его же окружения, которые таким образом пытались его дискредитировать. Как пишет А. Ф. Дашдамиров, «неосторожная критика <Везирова> в адрес прежнего руководства республики, попытка проведения кадровых чисток, направленных против выдвиженцев Г. А. Алиева, руководившего республикой 14 лет, неизбежно вели к внутриполитическому конфликту с весьма влиятельной частью партийно-хозяйственной номенклатуры и теми слоями общества, которые были тесно с нею связаны… Собственно говоря, сама политика борьбы с так называемыми коррумпированными антиперестроечными силами лишь подталкивала оппозиционно настроенные группы в обществе к тому, чтобы использовать карабахский фактор во внутриполитической борьбе».
Известие о вырубке деревьев и кустов на плато Топханы вызвало резко негативную реакцию среди бакинцев. Уже 17 ноября в Баку на площади имени Ленина начался массовый бессрочный митинг протеста. Местность была объявлена вначале национальной и религиозной святыней, а затем — заповедником с ценными породами деревьев, которым угрожает вырубка. По мнению Зардушта Ализаде, последовавшие события «однозначно свидетельствуют, что главной целью организаторов <митинга> была не защита Карабаха, а дискредитация и смещение Везирова, который представлял большую опасность для партийно-хозяйственной номенклатуры республики».
Своего рода ответной акцией стала всеобщая забастовка, объявленная 18 ноября в Армении с требованиями присоединения НКАО к Армении.
19 ноября к митингующим присоединились активисты из инициативной группы по созданию Народного фронта Азербайджана, представившие свою программу. Они пытались, по словам Зардушта Ализаде, «вести контрагитацию поджигательским речам, звучащим с трибуны на площади».
Несмотря на то, что 21 ноября Аркадий Вольский отдал распоряжение о прекращении строительства, митинг в Баку продолжился. Участники ночевали тут же на площади. В течение недели площадь снабжалась дровами для костров, палатками и провизией, которая раздавалась бесплатно. По некоторым оценкам, по ночам здесь собиралось около 20 тысяч человек, а днём их число доходило до полумиллиона.
Митингующие выдвинули политические требования к властям — ликвидировать карабахскую автономию, подвергнуть аресту активистов комитетов «Карабах» и «Крунк», восстановить суверенитет Азербайджанской ССР в НКАО и сместить Генриха Погосяна с должности секретаря Нагорно-Карабахского обкома КП АзССР, образовать в местах проживания азербайджанцев на территории Армении автономию, судить обвиняемых по сумгаитским делам на территории Азербайджана и тому подобные. На митинге впервые зазвучали слова об империи, о национальном гнёте, ущемлении культуры и прав азербайджанского народа. Однако ЦК КП Азербайджанской ССР, по оценке Л. Юнусовой, «практически самоустранился от контактов с народом, что резко подорвало его авторитет. Не помогло и кратковременное выступление по телевидению первого секретаря ЦК КП Азербайджана А. Везирова, в котором он попытался с помощью традиционных деклараций о дружбе народов успокоить общественность». Инициатива перешла в руки демонстрантов. Особую активность, как всегда, проявлял Неймат Панахов (Панахлы), возглавлявший организацию «Варлыг» («Реальность»), которая ещё с мая 1988 года взяла на себя координацию массовых митингов в Баку.
Собравшиеся представляли самые разные общественные силы и мировоззрения — отсюда и столь разнообразная символика, от флагов Азербайджанской ССР до мусульманских символов и портретов аятоллы Хомейни. В толпе появились лозунги типа «Слава героям Сумгаита». Способствовали разжиганию страстей и выступления представителей азербайджанской интеллигенции по телевидению и радио. Лишь 21 ноября перед митингующими выступил председатель Президиума Верховного Совета Азербайджанской ССР Сулейман Татлиев, который пообещал от имени азербайджанского руководства, что требования демонстрантов будут выполнены. Однако обстановка продолжала оставаться напряжённой. На площади появились трёхцветные флаги Азербайджанской Демократической Республики, по городу разъезжали десятки легковых автомобилей с людьми, размахивавшими флагами АзССР. Л. Юнусова пишет, что с ходом митинга у части протестующей молодёжи появилась собственная символика — красные повязки или ленты на лбу, этикетки от сигарет «Карабах», приколотые на груди.
18 ноября Верховный суд СССР приговорил Ахмедова, одного из подсудимых по сумгаитским делам, к смертной казни. Известие об этом привело к погромам в Баку, а 22 ноября волна насилия захлестнула весь Азербайджан. Убийства, насилия и грабежи происходили во всех городах с армянским населением — в особенности в Кировабаде, Нахичевани, Ханларе, Шамхоре, Шеки, Казахе, Мингечауре. Милиция бездействовала. Армия несколько дней не получала приказа вмешиваться; лишь в Нахичевани армейские соединения провели эвакуацию женщин и детей в Армению по воздуху, а в Кировабаде военные в течение некоторого времени пытались преградить путь толпе погромщиков, рвущихся в армянскую часть города. При этом погибли один офицер и двое солдат. По данным Л. Юнусовой, в Кировабаде пять человек погибло (из них трое военнослужащих) и 126 ранено (из них 25 военнослужащих). К этому же периоду относятся первые случаи блокады на железных дорогах (нападения на пассажирские поезда и остановка грузовых составов, идущих в Армению), а также обстрелов приграничных армянских деревень.
21 ноября в Кировабаде, втором по величине городе Азербайджана, из-за перестрелок и беспорядков, было объявлено особое положение и введён комендантский час с 10 вечера до 6 утра. Военнослужащие советской армии на бронетранспортёрах выезжали в армянскую часть города, где вели агитацию среди населения, оповещая тех о том, что в штабе гражданской обороны города существует эвакуационный пункт. В связи с создавшейся угрозой жизни армянского населения из района погромов была организована эвакуация. В этот день было спасено 77 человек армянской национальности: детей, женщин и стариков. Спустя два дня, 23 ноября, была совершена попытка погрома в здании горисполкома. В результате чего, при наведении общественного порядка, произошли столкновения воинских подразделений с обезумевшей толпой. В результате погибли трое военнослужащих, получили ранения 67 человек, из которых 14 были госпитализированы, в том числе 6 тяжелораненых. Хулиганами был сожжён один БРДМ, повреждены девять БМП и восемь БРДМ.
23 ноября началась общегородская забастовка, почти прекратил работу общественный транспорт. В ночь на 24 ноября С. Татлиев выступил с телеобращением, объявив о введении особого положения и комендантского часа в Баку, а также в Кировабаде и Нахичевани. Власть в столице сосредоточилась в руках военного коменданта генерал-полковника М. Тягунова. В ночь с 24 на 25 ноября в Баку были введены армейские части. В восьми районах Баку, при аэропорте Бина, центральном железнодорожном вокзале, метрополитене, автовокзале и телефонном узле были созданы военные комендатуры. Закрылись станции метро «28 апреля», «26 Бакинских комиссаров» и «Бакы Совети»; все подъезды к Дому правительства и площади были перекрыты, на важных перекрёстках разместились бронетранспортёры, БМП, танки и солдаты.
Реакция соседней Армении на бакинский митинг и акты насилия против армян в различных районах Азербайджана не заставила себя долго ждать. 22 ноября открылась очередная сессия Верховного Совета Армянской ССР, однако заседание было внезапно прервано по предложению прибывшего из НКАО Аркадия Вольского, «ввиду резкого ухудшения обстановки в регионе». Комитет «Карабах» на митинге в Ереване потребовал возобновления сессии; это требование поддержало и большинство депутатов. Здесь же было принято решение создавать «отряды самообороны». Руководители Армении, однако, выполнили указания Москвы и не явились на сессию, которую депутаты попытались продолжить вечером 24 ноября. По окончании заседания депутаты узнали, что в Ереване в полночь было введено особое положение, а все решения сессии были объявлены незаконными.
На улицы Еревана была выведена боевая техника и военные патрули со специальным снаряжением. Запрещались митинги, забастовки, демонстрации, собрания; устанавливался комендантский час. Военному командованию предоставлялось право производить аресты и административные задержания без санкций прокурора, совершать обыски квартир и личных автомашин.
Высказывается мнение, что введение центром особого положения в Ереване имело целью парализовать деятельность комитета «Карабах» и восстановить власть республиканского руководства. При этом режим особого положения в Армении не распространялся ни на приграничные районы, ни на районы с азербайджанским населением, хотя именно там складывалась крайне тревожная ситуация — уже 25 ноября начался исход десятков тысяч азербайджанских беженцев, участились обстрелы деревень, сохранялась блокада на железных дорогах. В большинстве районов изгнание азербайджанцев происходило по инициативе и при прямом участии партийных руководителей и других официальных лиц.
24 ноября в городах Закаталы и Шеки произошли погромы армян. Группы азербайджанцев поджигали армянские дома и устраивали погромы. В это же время в другом азербайджанском городе Нахичевани демонстрантами был сожжён один БРДМ. В составе советских войск, пытавшихся навести порядок в этих городах, в этот день, в столкновениях получили ранения 7 военнослужащих МВД, в последующем один из них скончался.
29 ноября под давлением протестующих Совет Министров Азербайджанской ССР отменил решения исполкомов Совета народных депутатов Аскеранского района и Совета народных депутатов НКАО. Демонстранты, между тем, продолжали оставаться на площади. Лишь 5 декабря войска, применив силу, вытеснили митингующих с площади. При столкновении, согласно сообщению военного коменданта Баку, погибли трое и получили ранения четырнадцать военнослужащих, а в числе участников митинга оказалось тридцать раненых.
После распада СССР 17 ноября (начало митингов) стал отмечаться в Азербайджане как День национального возрождения. Для азербайджанцев этот день стал символизировать начало национально-освободительного движения, в конечном результате которого Азербайджан стал независимым государством.
- В конце месяца начался массовый исход армянских беженцев из Азербайджана. Беженцами из Азербайджана, в основном в Армению, в течение конца ноября 1988 года стали более 200 тысяч армян[17]. В Армении в ответ на массовые акты насилия по отношению к армянам в Азербайджане, а также наплыв в страну большого числа беженцев начались акции по изгнанию азербайджанцев, также сопровождавшиеся насилием. Газета «Правда» в номере от 1 декабря 1988 года сообщала, что в Азербайджане скопилось 55 тысяч беженцев из Армении, в Армении — 22 тысячи беженцев из Азербайджана, причём в Баку шли непрерывные митинги, в Ереване бастовала часть предприятий; в межэтнических столкновениях, носивших характер единичных инцидентов, с обеих сторон погибло 28 человек[124]. В своих мемуарах советский учёный Андрей Сахаров основываясь на оценках первого секретаря ЦК КП Армянской ССР С. Г. Арутюняна приводит число 20-22 убитых азербайджанцев в ходе данных событий[125][126]. По данным армянской стороны, в Армении на межнациональной почве за три года (с 1988 по 1990) погибло 26 азербайджанцев, в том числе с 27 ноября по 3 декабря 1988 года — 23, в 1989 году — один, в 1990 — двое[127]. По данным азербайджанского журналиста Арифа Юнусова, в результате погромов и насилия в 1988—1989 годах в Армении погибло 216 азербайджанцев[128]. Однако эти данные были опровергнуты председателем КГБ Армении, так как из списка, представленного Юнусовым, 74 человека никогда не проживали на территории республики, причём один человек из списка указан дважды, 17 скончались на территории Азербайджана, 16 человек установлены как ранее проживавшие в Армении, 62 лица из этого списка выехали в 1988 году за пределы Армении без каких-либо эксцессов, а 20 из оставшихся в списке человек умерло собственной смертью[129]. Основная масса убитых приходилась на северные районы, куда перед тем хлынули беженцы из районов Кировабада; в особенности же на Гугаркский район, где, по данным КГБ Армении, стороны было убито 11 человек[129] (см. Гугаркский погром).
- В ряде городов Азербайджана и Армении вводится особое положение. На это время приходится самый массовый поток беженцев — сотни тысяч человек с обеих сторон. В целом, к 1989 году была завершена депортация азербайджанцев из Армении и армян из сельских районов Азербайджана (кроме Карабаха). Насилие затронуло не только людей: так, например, в Ереване была полностью уничтожена и сравнена с землёй азербайджанская мечеть[130].[привести цитату? 5590 дней]
- Зима 1988 — проводится депортация населения армянских сёл Гянджабасара — горных и предгорных частей Ханларского, Дашкесанского, Шамхорского и Кедабекского районов, а также г. Кировабада (Гянджи). По завершении этих событий армянское население Азербайджанской ССР оказывается сконцентрировано в НКАО, Шаумяновском районе, четырёх сёлах Ханларского района (Чайкенд, Мартунашен, Азад и Камо) и в Баку (где оно в течение года сократилось примерно с 215 тысяч до 50 тысяч человек).
- Декабрь 1988 — Спитакское землетрясение в Армении. Летевший на помощь пострадавшим из Азербайджана Ил-76 разбился под Ленинаканом.

### 1989 — начало 1990
- 12 января 1989 года по решению Президиума Верховного Совета СССР в НКАО было введено прямое управление с образованием Комитета особого управления Нагорно-Карабахской автономной областью под председательством А. И. Вольского, заведующего отделом ЦК КПСС[131]. Были приостановлены полномочия областных партийных и государственных органов, ограничены конституционные права граждан. Комитет был призван предотвратить дальнейшее обострение обстановки и способствовать её стабилизации.
- В Армении и Нагорном Карабахе было введено чрезвычайное положение. По решению советского руководства были арестованы члены так называемого комитета «Карабах» (включая будущего президента Армении Левона Тер-Петросяна).
- С конца апреля — начала мая 1989 года начался новый виток обострения обстановки в регионе, вызванный непрерывными и всё нарастающими акциями «карабахского движения». Лидеры этого движения и их единомышленники перешли к тактике откровенного провоцирования столкновений армянского населения НКАО с внутренними войсками и азербайджанцами[132]. В Степанакерте и Мардакерте (Агдере) возобновились уличные столкновения[28].
- К началу мая армяне, проживавшие к северу от НКАО, создают первые военные формирования[28].
- Июль — в Азербайджане образована оппозиционная партия — Народный Фронт Азербайджана. Как отмечал А. Н. Ямсков, к осени 1989 года Народный фронт Азербайджана, приобретя практически такую же организованность и влияние в обществе, как и армянское Карабахское движение, стал активной противостоящей силой, что привело к дальнейшему усугублению конфликта[5].
- 26 июля — внеочередная сессия Совета народных депутатов Шаумяновского района Азербайджанской ССР приняла решение о вхождении в состав НКАО.
- 16 августа — в НКАО состоялся съезд представителей населения области. Съезд принял обращение к азербайджанскому народу, в котором выражалась озабоченность нарастающим отчуждением между армянским и азербайджанским народами, переросшим в межнациональную вражду, содержался призыв к взаимному признанию неотъемлемых прав друг друга. Съезд также обратился к коменданту Особого района, офицерам и солдатам Советской армии и подразделениям МВД СССР с предложением активного сотрудничества с целью обеспечения мира в регионе. Съезд избрал Национальный совет (председатель — народный депутат СССР В. Григорян), перед которым была поставлена задача практической реализации решения сессии областного Совета народных депутатов от 20 февраля 1988 года. Президиум Национального Совета направил обращение в Совет Безопасности ООН с просьбой о содействии в обеспечении защиты армянского населения края.
- Летом 1989 года Армения вводит блокаду Нахичеванской АССР. Народный фронт Азербайджана в качестве ответной меры объявляет экономическую, в том числе транспортную, блокаду Армении[28].
- В течение всего 1989 года в ЦК КПСС регулярно поступали многочисленные письма с просьбами об изменении или создания административных единиц: передать НКАО Азербайджанской ССР в состав Армянской ССР; образовать Азербайджанскую автономную область в составе Армянской ССР или передать населённые преимущественно азербайджанцами районы Армении в состав Азербайджанской ССР; передать Шаумяновский район Азербайджана в состав НКАО; вывести Шушинский район из состава НКАО и передать его в прямое подчинение Азербайджанской ССР[133]. За восемь месяцев доля писем по вопросам межнациональных отношений в общем объёме поступившей почты из Нагорно-Карабахской автономной области составила 56 %[134].
- 17 сентября — Верховный Совет Азербайджанской ССР принял конституционный закон, по которому республика провозгласила право учреждать и упразднять автономные образования на своей территории[135]. В сентябре решением сессии Верховного Совета АзССР был упразднён Шаумяновский район.
- 23 сентября — Верховный Совет Азербайджанской ССР принял Конституционный закон о суверенитете Азербайджанской ССР[136].
- 28 ноября — Верховный Совет СССР принял постановление «О мерах по нормализации обстановки в Нагорно-Карабахской автономной области»[137], согласно которому, в частности, упразднялся Комитет особого управления НКАО, взамен которого руководство Азербайджанской ССР должно было «создать на паритетных началах с НКАО республиканский оргкомитет и восстановить деятельность Совета народных депутатов НКАО 20-го созыва и его исполнительного комитета, приостановленную Указом Президиума Верховного Совета СССР от 12 января 1989 года». Как показали, однако, дальнейшие события, руководство Азербайджанской ССР не выполнило ряд существенных требований этого Постановления[138]: представители от НКАО не вошли в созданный республиканский оргкомитет, который возглавил второй секретарь ЦК КП Азербайджана Виктор Поляничко, деятельность Совета народных депутатов НКАО не была возобновлена, не были выполнены требования Постановления по обеспечению статуса реальной автономии НКАО, соблюдению законности, охране жизни и безопасности граждан, недопущению изменений сложившегося национального состава в НКАО[139]. В дальнейшем именно этот орган разрабатывал и осуществлял силами милиции, ОМОН и внутренних войск операции по депортации (выселению) армянского населения Нагорного Карабаха и соседних районов. Сессия Совета народных депутатов НКАО самостоятельно провозгласила возобновление своей деятельности и не признала Республиканский оргкомитет, что привело к созданию в НКАО двух центров власти, каждый из которых признавался лишь одной из конфликтующих этнических групп. В Степанакерте в соседних зданиях (областного совета народных депутатов и обкома компартии Азербайджана) размещались продолжавший функционировать исполком упразднённого облсовета, Оргкомитет по НКАО и Комендатура района чрезвычайного положения[135].
- 1 декабря — Верховный Совет Армянской ССР и Национальный совет Нагорного Карабаха (неконституционный орган, образованный Съездом полномочных представителей Нагорного Карабаха), «основываясь на общечеловеческих принципах самоопределения наций и отзываясь на законное стремление к воссоединению двух насильственно разделённых частей армянского народа»[140][141], на совместном заседании приняли постановления «О воссоединении Армянской ССР и Народного Карабаха» и «О постановлении Верховного Совета СССР от 28 ноября 1989 года „О мерах по нормализации обстановки в Нагорно-Карабахской автономной области“»[28]. По мнению правозащитной организации Мемориал этот шаг в значительной степени способствовал дальнейшей эскалации конфликта[142]. Последовала реакция со стороны Азербайджана. 7 декабря Президиум Верховного Совета Азербайджанской ССР заявил, что постановление ВС Армянской ССР является недопустимым вмешательством в дела суверенного Азербайджана[97]. Президиум Верховного Совета СССР 10 января 1990 года издал постановление «О несоответствии Конституции СССР актов по Нагорному Карабаху, принятых Верховным Советом Армянской ССР 1 декабря 1989 года и 9 января 1990 года», в котором указал, что данное решение является прямым нарушением ст. 78 Конституции СССР[143].
- 9 января 1990 — Верховный Совет Армянской ССР принял постановление «О включении в Государственный план экономического и социального развития Армянской ССР на 1990 год плана социально-экономического развития НКАО на 1990 год». В своём постановление «О несоответствии Конституции СССР актов по Нагорному Карабаху, принятых Верховным Советом Армянской ССР 1 декабря 1989 года и 9 января 1990 года» Президиум Верховного Совета СССР признал данный шаг нарушением «суверенных права Азербайджанской ССР»[143].
- 10 января 1990 — Президиум Верховного Совета СССР принял постановление «О несоответствии Конституции СССР актов по Нагорному Карабаху, принятых Верховным Советом Армянской ССР 1 декабря 1989 года и 9 января 1990 года», назвав провозглашение воссоединения Армянской ССР и Нагорного Карабаха без согласия Азербайджанской ССР прямым нарушением ст. 78 Конституции СССР и предложив Президиуму Верховного Совета Армянской ССР принять меры к приведению законодательных актов республики в соответствие с Конституцией СССР[144]. В тот же день Президиум Верховного Совета СССР принял постановление, в котором заявил, что решение Президиума Верховного Совета Азербайджанской ССР от 4 декабря 1989 года «О мерах по нормализации обстановки в Нагорно-Карабахской автономной области Азербайджанской ССР» не соответствует Конституции СССР и в силу ст. 173 Конституции СССР не может действовать на территории этой республики[138].

### 1990. Начало вооружённых столкновений

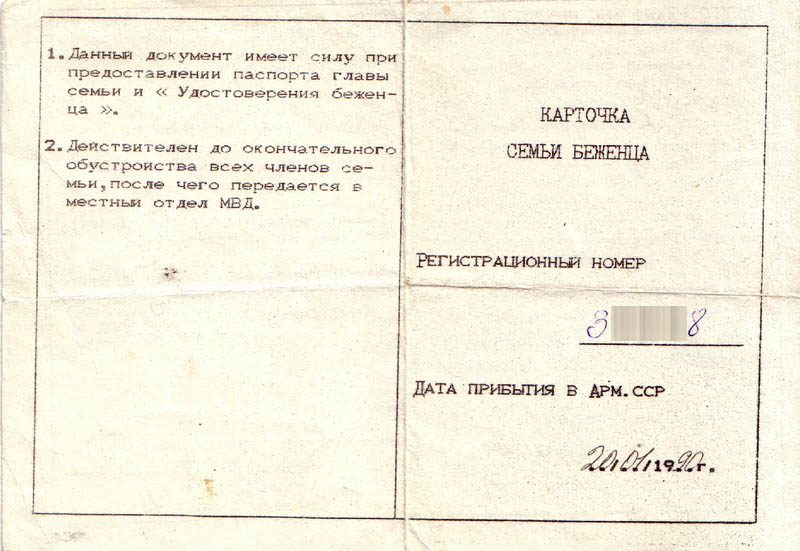
Обложка «Карточки семьи беженца» из Баку

- Январь 1990 г. — взаимные артиллерийские обстрелы на армяно-азербайджанской границе[4].
- 11 января — армянское население было депортировано из Шаумяновского и Ханларского районов Азербайджана, граничивших с НКАО. В первый раз в ходе конфликта здесь использовались вертолёты и бронетранспортёры[7].
- 13-18 января — в результате армянских погромов в Баку, где к началу года оставалось уже лишь около 35 тысяч армян, убито до 90 человек.(См Армянский погром в Баку (1990))
- 14 января — Верховный Совет Азербайджанской ССР объединяет два соседних района — армянонаселённый Шаумяновский и азербайджанский Касум-Исмайловский в один — Геранбойский. В новом административном районе армяне составляют лишь 20 % населения[135].
- 15 января — Президиум Верховного Совета СССР вводит чрезвычайное положение в НКАО, приграничных с ней районах Азербайджанской ССР, в Горисском районе Армянской ССР, а также в пограничной зоне вдоль государственной границы СССР на территории Азербайджанской ССР. Образована Комендатура района чрезвычайного положения, ответственная за осуществление этого режима. В её подчинении находились приданные ей подразделения внутренних войск МВД СССР. Согласно заявлениям общества «Мемориал», сотрудниками комендатуры и войсками при осуществлении режима чрезвычайного положения допускались многочисленные нарушения законности: «Внутренние войска вместо того, чтобы способствовать стабилизации положения, разъединяя конфликтующие стороны, выполняли несвойственные им политические функции. Постепенно они превратились в ещё одну сторону конфликта». Операции по проверке паспортного режима в деревнях сопровождались мародёрством, насилием над мирным населением, порчей имущества. Имели место многочисленные случаи избиений, нанесения тяжких телесных повреждений гражданам. В результате неправомерного применения военнослужащими оружия получали ранения и гибли мирные жители[4]. Приостановлена деятельность областного и районных советов народных депутатов НКАО, Нагорно-Карабахского обкома КПАз, партийных и всех общественных организаций и объединений во всей области, кроме азербайджанонаселённого Шушинского района[135].
- 18 января армянские вооружённые формирования взяли азербайджанское село-эксклав — Кярки[145].
- 20 января в Баку введены войска для предотвращения захвата власти антикоммунистическим Народным фронтом Азербайджана. Эта акция привела к многочисленным жертвам среди гражданского населения Баку, пытавшегося помешать вводу войск (смотри Чёрный январь). В результате ввода войск погибло 133—137 и ранено более 800 жителей.
- 22 марта жители азербайджанского села Баганис-Айрум, находившегося на дороге между Ереваном и Ноемберяном, обстреляли колонну машин с армянскими номерами, ранив несколько человек. Этому предшествовали другие нападения на армянские машины возле Баганис-Айрума в течение прошедшей зимы[146]. 23 марта несколько машин с вооружёнными армянами прибыли в армянское село Баганис вблизи границы с Азербайджаном. В сумерках они перешли границу рядом с азербайджанским селом Баганис-Айрум, подожгли порядка 20 домов и убили 8 сельчан-азербайджанцев. Тела одной семьи, включая младенца, были найдены обгоревшими в развалинах их сожжённого дома. К тому времени, когда войска МВД СССР прибыли в Баганис-Айрум, нападавшие уже скрылись[146].
- В связи с введением в НКАО чрезвычайного положения была не только приостановлена деятельность органов конституционной власти, но и были закрыты Степанакертский драматический театр, музеи, кинотеатры, было запрещено проведение культурно-развлекательных и спортивных мероприятий, в том числе в государственные праздники[135].
- 3 апреля — принят Закон СССР «О правовом режиме чрезвычайного положения»[147].
- Снабжение жителей НКАО продовольственными и промышленными товарами осуществлялось с перебоями, было прекращено пассажирское сообщение по железной дороге, резко сократилось количество авиарейсов Степанакерт — Ереван[135]. Из-за нехватки продовольствия положение в армянских населённых пунктах становилось критическим, армяне Карабаха не имели наземного сообщения с Арменией, и единственным средством доставки туда продовольствия, медикаментов, а также эвакуации раненых и беженцев была гражданская авиация. Внутренние войска СССР, расквартированные в Степанакерте, пытались резко сократить такие рейсы — вплоть до вывода бронетехники на взлётную полосу. В связи с этим армяне в Мартакерте для поддержания связи с внешним миром построили грунтовую взлётно-посадочную полосу, способную принимать самолёты типа АН-2. Однако 21 мая азербайджанцы при поддержке военных распахали взлётную полосу и разгромили оборудование[148].
- 25 июля в ответ на создание армянами в регионе незаконных вооружённых формирований, в результате действий которых гибли военнослужащие, сотрудники МВД и мирные граждане[4], был издан Указ Президента СССР «О запрещении создания незаконных формирований, не предусмотренных законодательством СССР, и изъятии оружия в случаях его незаконного хранения». Согласно данным, которые приводит В. В. Кривопусков, в течение 1990 года было проведено 160 оперативно-войсковых операций по проверке паспортного режима и выполнению этого Указа, из них 156 — в городах и сёлах, где живут только армяне[135]. Отмечалось, что данные формирования проникали в область из Армении[4].
- 27 июля — в газете «The New York Times» было опубликовано открытое письмо к мировой общественности. В письме интеллигенцией, проводя параллель с геноцидом армян, выражался протест против погромов армян на территории Азербайджанской ССР и требования их немедленного предотвращения, ими же осуждалась блокада Армении со стороны Азербайджана. Под открытым письмом поставили подпись 133 известных правозащитника, учёных и общественных деятелей из Европы, Канады и США (См.Открытое письмо к мировой общественности).
- 10 августа — Взрыв автобуса Тбилиси — Агдам
- В августе осложнилась ситуация в Казахском районе Азербайджана, территория которого примыкает к Армении и в состав которого входят несколько азербайджанских анклавов (Верхняя Аскипара и Бархударлы с Софулу). В развернувшихся здесь боях были задействованы части Советской армии. 16 августа в этом районе из автомобиля «Жигули» был расстрелян милицейский пост близ села Баганис-Айрум; задержанный вооружённый «фидаин» оказался армянином-уроженцем Еревана[149]. На следующий день обстрелу подверглось азербайджанское село Верхняя Аскипара; один мирный житель-азербайджанец был убит, двое ранены[149]. 18 августа очевидцы из числа жителей Казахского района сообщали о значительном скоплении армянских боевиков у границы. Уже 19 августа подразделения Армянской национальной армии подвергли обстрелу азербайджанские сёления Верхняя Аскипара, Баганис Айрум, Нижняя Аскипара и Гушчу Айрум, причём по свидетельству очевидцев применялись гранатомёты, миномёты, градобойные орудия и ракеты типа «земля-земля»[150]. В течение нескольких часов военнослужащие отражали нападение, но после того как к атакующим прибыло подкрепление из Еревана[150], армянские боевики захватили Верхнюю Аскипару и Баганис Айрум. В тот же день армянскими боевиками около села Нижняя Аскипара был обстрелян автобус с сотрудниками милиции и гражданскими лицами; один человек погиб, двое ранены. В ходе вмешательства военнослужащих внутренних войск было убито двое боевиков[149]. 20 августа в район боёв были переброшены танки, зенитные установки и боевые вертолёты, и в течение дня оба селения были освобождены[150]. По данным МВД СССР в ходе боёв погибли офицер внутренних войск и двое сотрудников милиции, ещё 9 военнослужащих и 13 местных жителей были ранены. По армянским данным, потери ополченцев предположительно составляют 5 человек убитыми и 25 ранеными, по азербайджанским — около 30 убитыми и 100 ранеными[150].
- 23 августа — Верховный Совет Армянской ССР принял Декларацию «О независимости Армении»[151]. Декларация ссылалась на Постановление Верховного Совета Армянской ССР и Национального Совета Нагорного Карабаха от 1 декабря 1989 года «О воссоединении Армянской ССР и Нагорного Карабаха», что явно противоречило как внутреннему законодательству СССР, так и международному праву[152].
- 13 сентября подразделения азербайджанского ОМОНа предприняли штурм села Чапар Мардакертского района Азербайджана. В ходе атаки кроме стрелкового оружия были использованы миномёты и гранатомёты, а также вертолёты, с которых сбрасывались ручные гранаты. В результате штурма погибло 6 армян[153].
- 25 сентября два азербайджанских вертолёта таким же образом бомбили Степанакерт[153].
- 14 октября вертолёт Ми-8 с эмблемой Аэрофлота приземлился у армянонаселённого села Карачинар Шаумяновского района Азербайджана. Местные жители, подумав, что это армянский вертолёт побежали ему навстречу и попали под огонь прибывших на нём азербайджанских ОМОНовцев. В результате чего 2 человека погибли и 7 получили ранения разной степени тяжести[153].

### 1991. Эскалация конфликта
- 17 марта 1991 года был проведён всесоюзный референдум о сохранении СССР. Руководство Азербайджанской ССР поддержало его, в то время как власти Армении воспрепятствовали проведению референдума на своей территории. По итогам референдума в Азербайджане за сохранение СССР проголосовало 93,3 % голосовавших[154]. В Нагорном Карабахе участие в референдуме приняли лишь карабахские азербайджанцы и дислоцированные на территории области военнослужащие и члены их семей. Карабахские армяне отказались от участия в голосовании, мотивировав это тем, что в Нагорном Карабахе распущены конституционные органы власти[155].
- 24 апреля В ответ на блокаду Чайкенда и Мартунашена армянские вооружённые формирования обстреляли Шушу градобойными ракетами типа «Алазань». Разрушено несколько домов, ранены 3 мирных жителя[4].
- 30 апреля — начало так называемой операции «Кольцо» по исполнению Указа Президента СССР от 25.07.1990 г. «О запрещении создания незаконных формирований, не предусмотренных законодательством СССР, и изъятии оружия в случаях его незаконного хранения», проводившейся силами подразделений МВД Азербайджанской Республики, внутренних войск МВД СССР и Советской Армии с конца апреля по начало июня 1991 г. в НКАО и прилегающих районах Азербайджана. Операция, имевшая в качестве официальной цели разоружение армянских «незаконных вооружённых формирований» и проверку паспортного режима в Карабахе, привела к вооружённым столкновениям и жертвам среди населения. В ходе операции «Кольцо» была осуществлена полная депортация 24 армянских сёл Карабаха[156].
- 1 мая — Сенат США единогласно принял резолюцию, осуждающую действия, совершённые властями СССР и Азербайджана против армянского населения Нагорного Карабаха, Армении и Азербайджана, назвав их преступлениями[157].
- 15 мая азербайджанский ОМОН, переброшенный в район армянских сёл Спитакашен Мартунинского района и Арпагядук Гадрутского района НКАО, проводит депортацию жителей этих сёл[153]
- Летом 1991 года лидеры карабахских армян предложили пересмотреть все конституционные изменения, сделанные сторонами. Предложение было хорошо принято Ереваном и Баку, однако переговоры не были проведены, а один из участников с армянской стороны вскоре был убит. Неясно, кто совершил убийство, однако было широко распространено мнение, что это сделали армянские экстремисты. Азербайджанские экстремисты также могли сыграть свою роль в этом эпизоде. Эти события вкупе с последовавшим августовским путчем положили конец попыткам начать переговоры[158].
- 20 июля в результате нападения армянских боевиков близ села Бузлух Шаумяновского района получили повреждения три Ми-24, а один из лётчиков был ранен[159].
- 27 июля по армянскому ТВ было зачитано заявление Государственного комитета обороны при Совмине республики: «Поскольку исчерпаны все политические средства… мы начинаем добровольную мобилизацию мужчин от 18 до 50 лет». Агентство «Арменпресс» позже пояснило, что речь идёт о регистрации лиц, которые в принципе готовы встать под ружьё, а парламент республики счёл заявление комитета самоуправством и поручил специальной комиссии провести расследование, также прозвучали требования роспуска комитета и суда над руководством ТВ[160].
- 29 июля вооружённые люди напали у села Эркедж Геранбойского района Азербайджана на азербайджанский ОМОН, убив 7 и ранив 10 бойцов, а 30 июля они атаковали село Замзур (Цандзор) Гадрутского района НКАО, населённое после выселения армян азербайджанскими беженцами из Армении, убив 2 поселенцев и 5 взяв в плен[160].
- 30 августа — Азербайджан провозгласил независимость. В декларации «О восстановлении государственной независимости Азербайджанской Республики» сказано, что «Верховный Совет Азербайджанской Республики, <…> стремясь предотвратить угрозу суверенитету и территориальной целостности Азербайджанской Республики, <…> провозглашает восстановление государственной независимости Азербайджанской Республики»[161].
- 2 сентября — Совместная сессия Нагорно-Карабахского областного и Шаумяновского районного Советов народных депутатов провозгласила образование Нагорно-Карабахской Республики (НКР) в границах Нагорно-Карабахской автономной области (НКАО) и населённого армянами прилегающего Шаумяновского района Азербайджанской ССР. По мнению депутатов они руководствовались Законом СССР от 3 апреля 1990 г. «О порядке решения вопросов, связанных с выходом союзной республики из СССР»[162] [нет в источнике]
- В условиях паралича союзных властей, а затем распада СССР армянские боевые отряды развернули наступательные операции по освобождению депортированных в мае-июле 1991 года армянских сёл Нагорного Карабаха. В течение осени был освобождён ряд сёл в НКАО и бывшем Шаумяновском районе Азербайджана. Оставляя эти сёла, азербайджанские формирования в ряде случаев поджигали их. По данным правозащитного центра «Мемориал», в это же время в результате нападений армянских вооружённых формирований свои дома пришлось покинуть нескольким тысячам жителей азербайджанских сёл в бывшем Шаумяновском районе Азербайджана, Гадрутском, Мардакертском, Аскеранском, Мартунинском районах НКАО. Некоторые сёла (например, Имерет-Геревент) были сожжены нападавшими. Имели место случаи тяжкого насилия против мирного населения (в частности, в селе Мешали)[163].
- Осень — Агдамское отделение Народного фронта Азербайджана создаёт Агдамский батальон ополчения под командованием Аллахверди Багирова.
- 10 сентября проводится Чрезвычайный съезд Коммунистической партии Азербайджана, на котором принимается решение о роспуске компартии[164].
- 20 сентября — Катастрофа Ми-8 близ села Каракенд, на борту которого находились высшие правительственные чиновники Азербайджана, а также члены российско-казахстанской миротворческой миссии.
- 23 сентября — в Железноводске подписано совместное коммюнике об итогах посреднической миссии президента РСФСР Бориса Ельцина и президента Казахской ССР Нурсултана Назарбаева. Предложено установить прекращение огня до 1 января 1992 года. Стороны, однако, не выполнили взятых на себя обязательств[165].
- 25 сентября — Начинается 120-суточный обстрел Степанакерта противоградовыми установками «Алазань». Эскалация военных действий разворачивается практически на всей территории Нагорного Карабаха[166].
- С конца осени 1991 года, когда азербайджанская сторона предприняла контрнаступление, армянская сторона начала целенаправленные действия против азербайджанских селений. По данным правозащитного центра «Мемориал», были изгнаны жители сёл Малибейли, Гушчулар, при этом в результате обстрелов погибли несколько десятков мирных жителей. Обе стороны выдвигали обвинение, что сёла противника превращены в укрепрайоны, прикрывающие артиллерийские позиции[163].
- 26 ноября — в ответ на провозглашение независимости НКР Верховный Совет Азербайджана аннулирует автономный статус Нагорного Карабаха[28][166] и переименовывает Степанакерт в Ханкенди[167]. Поскольку Комитет конституционного надзора СССР объявил данное решение неконституционным[168][169], формально НКАО существовала до распада СССР 26 декабря 1991 года.
- 27 ноября — Госсовет СССР принимает постановление с призывом к сторонам о прекращении огня, выводе из зоны конфликта всех «незаконных вооружённых формирований» и отмене постановлений, изменяющих статус НКАО[170].
- Декабрь — создание Национальной армии Азербайджана.
- 10 декабря в самопровозглашённой НКР прошёл референдум о независимости, который был бойкотирован[7] азербайджанским меньшинством области. Международные организации его не признали. 12 декабря председатель Нагорно-Карабахской Республики Леонард Петросян направил главам России, Беларуси и Украины телеграмму с просьбой о принятии Нагорного Карабаха в Содружество Независимых Государств[171]. Национальный совет Азербайджана издал постановление «О мерах по укреплению законности и правопорядка в Нагорной части Карабаха», назвав решение о проведении референдума провокационным. Депутаты Национального совета дали указание генеральному прокурору привлечь к уголовной ответственности «группу ответственных лиц, проводящих в жизнь в Нагорной части Карабаха антиконституционные решения»[172]. В то же время прошли выборы в Верховный Совет самопровозглашённой НКР. В результате выборов, по свидетельству правозащитного центра «Мемориал», к власти в Нагорном Карабахе пришло «новое поколение политиков, более тесно связанное с вооружёнными отрядами, не коррумпированное и менее склонное к компромиссам», считавшее недопустимыми переговоры о судьбе Нагорного Карабаха без участия представителей НКР в качестве равной договаривающейся стороны[163].
- 19 декабря начался вывод внутренних войск из Нагорного Карабаха, завершившийся к 27 декабря[173].
- 22 декабря боевики из сил самообороны НКР разоружили 81-й оперативный полк ВВ, дислоцирующийся в Степанакерте, изъяв 967 единиц огнестрельного оружия, 10 единиц бронетехники и несколько грузовиков[173].
- 29 декабря в Азербайджане прошёл референдум о государственной независимости, на котором за независимость проголосовало 99,58 % участников референдума[164] (уже после того, как Азербайджан 21 декабря подписал Алма-Атинский протокол к Беловежскому соглашению о прекращении существования СССР и после того, как Совет Республик Верховного Совета СССР 26 декабря принял декларацию о признании этого соглашения[174]).
- С распадом Советского Союза и выводом де-юре — советских (де-факто — российских) войск из Нагорного Карабаха ситуация в зоне конфликта стала неконтролируемой. Два народа: азербайджанцы и армяне — стояли на пороге полномасштабной войны за Нагорный Карабах.

## Резолюции Совета Безопасности ООН
С апреля по ноябрь 1993 года Советом Безопасности ООН были приняты четыре резолюции по нагорно-карабахскому конфликту, которые не выполнялись Арменией:
- Резолюция Совета Безопасности ООН 822 от 30 апреля 1993 года — требовала в том числе немедленного вывода всех оккупирующих сил из Кельбаджарского района и других недавно оккупированных районов Азербайджана;
- Резолюция Совета Безопасности ООН 853 от 29 июля 1993 года — требовала в том числе полного и безоговорочного вывода участвующих в конфликте оккупационных сил из Агдамского района и всех других недавно оккупированных районов Азербайджана;
- Резолюция Совета Безопасности ООН 874 от 14 октября 1993 года — призывала заинтересованные стороны сделать эффективным и постоянным прекращение огня;
- Резолюция Совета Безопасности ООН 884 от 12 ноября 1993 года — в том числе осуждала оккупацию Зангеланского района и города Горадиза Азербайджанской Республики.

## Межвоенный период

Стенд при въезде в НКР с надписью «Добро пожаловать в Свободный Арцах» на армянском и русском языках

Масштабные военные действия происходили в 2016 и 2020 годах.
- 5-6 декабря 1994 — СБСЕ превращается в ОБСЕ во время Будапештского саммита. Карабахский миротворческий мандат подтверждён.
- 22 декабря 1994 — Парламент НКР избрал Роберта Кочаряна президентом.
- 6 января 1995 — Россия становится сопредседателем Минской группы ОБСЕ совместно с Швецией.
- 4 февраля 1995 года под эгидой ОБСЕ, по предложению сопредседателей между Азербайджаном, Арменией и Нагорно-Карабахской Республикой было заключено соглашение для улаживания инцидентов[175]
- 23 сентября 1996 — Левон Тер-Петросян переизбран президентом на спорных выборах.
- 24 ноября 1996 — Кочарян избран президентом НКР всеобщим голосованием.
- 2-3 декабря 1996 — на Лиссабонской встрече в верхах ОБСЕ все государства-члены, за исключением Армении, подтверждают территориальную целостность Азербайджана и выступают за определение правого статуса Нагорного Карабаха, основанном на самоопределении, предоставляющем Нагорному Карабаху самую высокую степень самоуправления в составе Азербайджана[176].
- 14 февраля 1997 — США приняты в качестве третьего сопредседателя Минской группы ОБСЕ.
- 1 сентября 1997 — Аркадий Гукасян избран президентом Нагорно-Карабахской Республики.
- 20-24 сентября 1997 — Посредники Минской группы представляют новый план по мирному урегулированию, согласно которому «Нагорный Карабах является государственным и территориальным образованием в составе Азербайджана»[177].
- 26 сентября 1997 — президент Армении Тер-Петросян выступил в поддержку компромисса в переговорах и согласился с предложениями сопредседателей Минской группы ОБСЕ о поэтапном урегулировании конфликта. Это выступление не было поддержано частью руководства страны[178] и привело к его отставке[179] 3 февраля 1998 года.
- 30 марта 1998 — Роберт Кочарян избран президентом Армении.
- 11 октября 1998 — Гейдар Алиев переизбран президентом Азербайджана.
- ноябрь 1998 — новое предложение МГ ОБСЕ («общее государство»). Формулировка статуса НК гласит: «Нагорный Карабах является государственным и территориальным образованием в форме Республики и образует общее государство с Азербайджаном в его международно признанных границах»[180]. Армения принимает предложение, Азербайджан — нет[7].
- 25 апреля 1999 — Кочарян и Алиев проводят первую двустороннюю встречу в Вашингтоне.
- 27 октября 1999 — в результате вооружённого нападения на парламент Армении группой под руководством Наири Унаняна убиты Вазген Саркисян, Карен Демирчян и ещё шестеро высокопоставленных лиц Армении.
- 22 марта 2000 — покушение на Аркадия Гукасяна в Степанакерте. Самвел Бабаян арестован.
- 4—5 марта 2001 — Алиев и Кочарян снова встречаются в Париже. По утверждениям некоторых источников, представляющихся довольно осведомлёнными, существо «парижских» и далее «ки-уэстских» принципов сводилось к присоединению Нагорного Карабаха к Армении и торгу вокруг статуса транзитного транспортного коридора из «материкового» Азербайджана в Нахичевань через Мегри[181]. Впоследствии Азербайджан отверг данное предложение[182].
- 3—7 апреля 2001 — мирные переговоры в Ки-Уэсте, штат Флорида, США.
- 11 августа 2002 — Аркадий Гукасян избран президентом непризнанной НКР на второй срок.
- 5 марта 2003 — Роберт Кочарян избран президентом Армении на второй срок.
- 15 октября 2003 — в Азербайджане прошли президентские выборы, на которых победил Ильхам Алиев. Выборы сопровождались протестами оппозиции, вылившимися в массовые беспорядки.
- 16—17 октября 2003 — в Путраджае, на 10-й сессии встречи в верхах Организации Исламская Конференции принята резолюция № 21/10-P(IS), признающая факт агрессии Армении против Азербайджана и оккупацию ею части территории Азербайджана.
- 19 февраля 2004 — в учебном заведении НАТО в Будапеште лейтенант ВС Азербайджана Рамиль Сафаров, зарубил топором спящего армянского военнослужащего — 26-летнего лейтенанта Гургена Маркаряна. Оба офицера изучали английский язык в рамках программы НАТО «Партнёрство во имя мира». Суд, длившийся полтора года, признал вину Сафарова и приговорил его к пожизненному заключению без права на амнистию в первые 30 лет.
- 25 января 2005 — на заседании ПАСЕ в Страсбурге принята резолюция № 1416, осуждающая применённые в отношении азербайджанского населения этнические чистки и подтверждающая факт оккупации территории Азербайджана[183][184].
- 25 мая 2005 — в Баку состоялось официальное открытие нефтепровода Баку — Тбилиси — Джейхан.
- 2006 — согласно заявлениям официальных источников, новое предложение МГ ОБСЕ рассматривает проведение референдума для определения статуса Нагорного Карабаха, и вывод армянских войск с сопредельных Нагорным Карабахом территории.
- 10 февраля 2006 — в Париже, в замке Рамбуйе состоялась встреча за закрытыми дверями президентов Ильхама Алиева и Роберта Кочаряна. Никаких договорённостей достигнуть не удалось[185].
- 10 декабря 2006 — общенародным референдумом принята Конституция НКР[186].
- 15—17 мая 2007 — в Исламабаде, на 34-й сессии Совета министров иностранных дел стран-участниц Организации Исламская Конференции принята резолюция № 7/34-P, рассматривающая оккупацию азербайджанских территорией как агрессию Армении против Азербайджана, признающая действия против азербайджанских мирных жителей преступлением против человечности и осуждающая разрушение археологических, культурных и религиозных памятников на оккупированных территориях[187].
- 19 июля 2007 — третьим президентом НКР избран Бако Саакян.
- 29 ноября 2007 — в Мадриде сопредседатели Минской группы ОБСЕ представили президентам Армении и Азербайджана базовые принципы мирного урегулирования карабахского конфликта, получившие название «мадридские принципы».
- 19 февраля 2008 — третьим президентом Армении избран Серж Саркисян. За итогами выборов последовали семидневные беспорядки в Ереване в форме массовых протестов против имевших во время выборов нарушений. В столкновения с полицией убито по меньшей мере 8 демонстрантов[188].
- 4 марта 2008 — на линии соприкосновения армянских и азербайджанских войск между Мардакертом (Агдере) и Тертером произошли вооружённые столкновения, самые крупные с момента заключения перемирия; убито по меньшей мере 4 военнослужащих[189].
- 13—14 марта 2008 — в Дакаре, на 11-й сессии саммита Организации Исламская Конференции принята резолюция № 10/11-P(IS), осуждающая оккупацию азербайджанских земель как агрессию Армении против Азербайджана, этнические чистки против азербайджанского населения и уничтожение памятников культуры на оккупированных азербайджанских территориях[190].
- 14 марта 2008 — на 62-й сессии Генассамблеи ООН принята декларация «О положении на оккупированных территориях Азербайджана», осуждающая оккупацию территории Азербайджана и признающая его территориальную целостность[191].
- 1 августа 2008 — американский сопредседатель Минской группы ОБСЕ раскрывает конфиденциальные подробности документа урегулирования нагорно-карабахского конфликта. Согласно Мэтью Брайза «Будет проведён референдум, на котором определятся сами карабахцы» и «Жители Нагорного Карабаха сами решат, пойдёт ли республика под юрисдикцию Азербайджана или получит независимость»[192][193]. Официальный Баку не отрицая это, заявляет лишь, что референдум в Карабахе возможен через 15 или 20 лет[194].

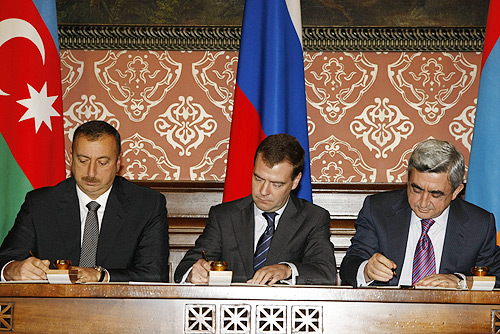
Президенты Азербайджана, России и Армении подписывают декларацию по Нагорному Карабаху

- 2 ноября 2008 — в Подмосковье президентами Азербайджана, России и Армении подписана декларация по Нагорному Карабаху.
- 10 июля 2009 — опубликованы «Мадридские принципы» урегулирования нагорно-карабахского конфликта
- 18—20 мая 2010 — в Душанбе, на 37-й сессии Совета министров иностранных дел стран-участниц Организации Исламская Конференции принята резолюция, осуждающая агрессию Армении против Азербайджана, признающая действия против азербайджанских мирных жителей преступлением против человечности и осуждающая разрушение археологических, культурных и религиозных памятников на оккупированных территориях[195].
- 20 мая 2010 — на пленарной сессии Европейского парламента принята резолюция № 2216, призывающая к выводу армянских войск со всех оккупированных территорий Азербайджана и возвращению туда беженцев и вынужденных переселенцев[196].
- 18 июня 2010 — в результате вооружённого столкновения между вооружёнными силами Азербайджана и НКР с армянской стороны погибло 4, с азербайджанской 1 военнослужащий. (Смотри Столкновение возле села Чайлы)
- 31 августа 2010 — произошло вооружённое столкновение близ села Чайлы на линии соприкосновения огня между вооружёнными силами Азербайджана и НКР. Данные об убитых и раненых с обеих сторон противоречивы.
- 4 сентября 2010 — в результате вооружённого столкновения на территории современного Агдеринского района погиб один солдат азербайджанской армии и ещё один, получив ранение, скончался в больнице.
- 2 декабря 2010 — Армения, Азербайджан и делегации стран — сопредседателей МГ ОБСЕ на первой за последние 11 лет встрече в верхах ОБСЕ, проходившей в Астане (Казахстан) приняли заявление, в котором подтвердили приверженность мирным переговорам на основе Майндорфской декларации 2008 года, Астраханской декларации от октября 2010 года, заявлений президентов Медведев-Саркози-Обама, в Аквиле 10 июля 2009 года и Мускоке 26 июня 2010[197].
- 24 июня 2011 года в Казани под патронажем президента РФ Дмитрия Медведева состоялась встреча президентов Азербайджана и Армении Ильхама Алиева и Сержа Саргсяна, которая могла стать прорывной для карабахского урегулирования. Стороны должны были подписать документ, в котором содержалась «дорожная карта» разрешения Карабахского кризиса. В её основу были заложены принципы, согласованные на мадридской конференции ОБСЕ в 2007 году, но впоследствии отвергнутые обеими сторонами[198]. «Дорожной картой» предусматривалась передача захваченных армянами во время войны 1992—1994 годов азербайджанских территорий вокруг Нагорного Карабаха (Физулинский, Агдамский, Джебраильский, Зангеланский, Кубатлинский и Кельбаджарский районы и 13 сёл в Лачинском районе), а также создание в Лачинском районе коридора, который связывал бы Армению и Нагорный Карабах. Определить статус Нагорного Карабаха планировалось через несколько лет на референдуме при условии возвращения беженцев. В последний момент, однако, подписание документа сорвалось[199]
- 18 апреля 2012 — на пленарной сессии Европейского парламента приняты резолюции T7-0127/2012 и T7-0128/2012 об ассоциативном сотрудничестве Евросоюза с Азербайджаном и Арменией, в которых рекомендуется вывести армянские войска с оккупированных территорий вокруг Нагорного Карабаха с возвращением их под контроль Азербайджана, обеспечить право на возвращение всем беженцам и вынужденным переселенцам и прекратить посылку военнослужащих армии Армении для несения службы в Нагорном Карабахе, а также озвучивается необходимость проведения расследования на предмет политики Армении по «увеличению армянского населения на оккупированных территориях Нагорного Карабаха» путём их искусственного заселения[200].
- 4 — 8 июня 2012 ряд вооружённых столкновений вооружённых сил Армении и Азербайджана, а также НКР и Азербайджана. Согласно британскому исследовательскому центру «Oxford Analitica», столкновения явились следствием нападения азербайджанских подразделений на границе с Арменией и в зоне карабахского конфликта. Согласно подверженным данным армянская сторона потеряла 4 солдат убитыми (3 — ВС Армении, 1- ВС НКР), азербайджанская — 5. (Смотри Столкновения на армяно-азербайджанской границе)
- 31 августа 2012 года Венгрия экстрадировала Сафарова, который в 2004 году зарубил топором армянского офицера. Оба находились на курсах английского языка в Венгрии по программе НАТО «Партнёрство ради мира». Власти Азербайджана дали обещание, что преступник продолжит отбывать положенное наказание, но президент Азербайджана Ильхам Алиев его тут же помиловал, присвоил звание майора, дал квартиру и деньги. Это привело более, чем к 300 нарушениям режима прекращения огня на линии соприкосновения[201][202].
- 28 мая 2014 года в Физулинском районе произошло столкновение между ВС Азербайджана и ВС НКР, в ходе которого погибли 2 азербайджанских и 1 карабахский военнослужащий.
- В ноябре 2014 года отношения между Арменией и Азербайджаном резко обострились после того, как в Нагорном Карабахе азербайджанские военные сбили армянский вертолёт Ми-24. На линии соприкосновения возобновились регулярные обстрелы, стороны впервые с 1994 года обвинили друг друга в применении крупнокалиберных артиллерийских средств поражения. Сообщалось о погибших и раненых[203]
- 2 апреля 2016 года произошли масштабные боевые столкновения в Нагорном Карабахе[204][205].
- 20 июня в Санкт-Петербурге, по инициативе президента России Владимира Путина, прошла встреча президента Республики Армении Сержа Саргсяна и президента Азербайджанской Республики Ильхама Алиева. Основная тема — пути решения карабахской проблемы[206].
- По данным Peace Dialogue NGO в период с мая 1994 года по 26 января 2018 года армянские потери в результате нарушений перемирия составили 308 человек. При этом до 2010 года ежегодно фиксировалось не более 10 жертв. В последующие годы, особенно с 2014, наблюдается эскалация: 11 в 2010, 11 в 2011, 12 в 2012, 5 в 2013, 26 в 2014, 39 в 2015, 109 в 2016, 22 в 2017, 1 в январе 2018[207][нет в источнике].
- 11 июля 2018 года главы МИД Армении и Азербайджана Зограб Мнацаканян и Эльмар Мамедъяров провели первую встречу после «бархатной революции» и смены власти в Ереване, произошедшей в мае 2018 года. Накануне новое руководство Армении предложило изменить формат переговоров по Карабаху, проходящих под эгидой Минской группы ОБСЕ, предложив включить в него Нагорно-Карабахскую Республику. В Баку это предложение сочли неприемлемым[208].
- В марте 2019 года находящийся с официальным визитом в США министр обороны Армении Давид Тоноян на встрече с представителями армянской общины в Нью-Йорке заявил «Как министр обороны я говорю, что формулу «территории в обмен на мир» я перефразировал в формулу «новая война — новые территории»[209]. МИД Азербайджана вскоре отреагировал на это заявление, назвав его провокационным[210].
- Летом 2019 года в ходе своего визита в Степанакерт премьер-министр Армении Никол Пашинян провозгласил, что «Арцах — это Армения, и точка!», используя армянский топоним Карабаха, и стал скандировать «Миацум!». Официальный Баку воспринял слова Пашиняна как отказ от переговоров по урегулированию Карабахского конфликта[211].
- 12 июля 2020 года на границе между Арменией и Азербайджаном начались столкновения, которые продолжились с переменной интенсивностью около недели. Армения признала потерю четырёх, а Азербайджан — 12 военнослужащих. Через 2 дня в ночь с 14 на 15 июля в Баку прошёл Марш памяти азербайджанских военнослужащих, погибших в боях на границе с Арменией. Участники скандировали патриотические лозунги. Во время марша тысячи протестующих требовали от правительства полного развёртывания армии и отвоёвывания Нагорного Карабаха. Службы безопасности применили водомёты и слезоточивый газ для разгона толпы[212].

## Вторая карабахская война
27 сентября 2020 года активизировались военные действия на линии соприкосновения, ставшие самыми масштабными и кровопролитными с 1994 года. В Армении было объявлено военное положение и всеобщая мобилизация; в Азербайджане было объявлено военное положение и частичная мобилизация.
10 октября 2020 года по итогам переговоров в Москве было объявлено о прекращении огня с 12:00 в гуманитарных целях для обмена военнопленными и телами погибших, однако боевые действия и обстрелы продолжились.
В ходе боёв под контроль азербайджанских сил перешли территории Джебраильского, Физулинского, Зангеланского, Кубатлинского , а также часть Ходжавендского, Ходжалинского и Шушинского районов, в том числе посёлок Гадрут и стратегически важный город Шуша. Также Азербайджан взял под контроль всю азербайджано-иранскую границу. На северном участке азербайджанская армия также взяла под свой контроль ряд стратегических высот и населённых пунктов.
10 ноября 2020 года Армения, Азербайджан и Россия подписали соглашение о прекращении войны в Нагорном Карабахе. Армения по итогам соглашения вернула Азербайджану контроль над Кельбаджарским, Агдамским и Лачинским районами (кроме Лачинского коридора шириной 5 км, который перешёл под контроль российских миротворцев).

## 2021—2022 годы
С 12 мая 2021 года началось новое противостояние между вооружёнными силами Армении и Азербайджана. Армянская сторона утверждает, что азербайджанские войска пересекли границу на несколько километров вглубь Армении в областях Гегаркуник и Сюник (район Чёрного озера). По данным же Азербайджана, азербайджанские пограничные войска с улучшением погодных условий дислоцируются на позициях Азербайджана в граничащих с Арменией Лачинском и Кельбаджарском районах.
Азербайджан не вывел свои войска с международно признанной территории Армении, несмотря на призывы сделать это со стороны Европарламента, США и Франции — двух из трёх сопредседателей Минской группы ОБСЕ.
С 1 по 3 августа 2022 года происходили вооружённые столкновения между вооружёнными силами Азербайджана с одной стороны и армией обороны непризнанной Нагорно-Карабахской Республики. В информационном бюллетене российских миротворцев от 4 августа отмечалось, что командованием российских миротворцев, во взаимодействии с азербайджанской и армянской сторонами, инциденты были урегулированы.
С 12 по 14 сентября 2022 года происходили бои между армянскими и азербайджанскими войсками на азербайджано-армянской границе. Стороны достигли договорённости о прекращении огня только к вечеру 14 сентября. В ходе боевых действий, по официальным данным, погибло 135 армянских и 77 азербайджанских военнослужащих, но точные цифры не были подтверждены независимыми источниками.
6 октября 2022 года в рамках саммита «Европейское политическое сообщество» на официальном сайте Елисейского дворца было размещено заявление по итогам встречи президента Азербайджана Ильхама Алиева с президентом Французской Республики Эмманюэлем Макроном, президентом Совета Европейского союза Шарлем Мишелем и премьер-министром Республики Армении Николом Пашиняном, в котором говорится, что Армения и Азербайджан подтвердили свою приверженность Уставу ООН и Алма-Атинской декларации 1991 года и признают территориальную целостность и суверенитет друг друга.
12 декабря 2022 года Азербайджан начал блокаду Нагорного Карабаха, перекрыв Лачинский коридор — единственную транспортную дорогу, связывающую Нагорно-Карабахскую Республику с Арменией.

## 2023 год
13 сентября 2023 года в интервью изданию Politico премьер-министр Армении Никол Пашинян подтвердил, что правительство Армении признает Нагорный Карабах частью Азербайджана, но сказал, что теперь международному сообществу нужно обеспечить, чтобы в регионе не произошло «этнических чисток».
19 сентября 2023 года вооружённые силы Азербайджана начали военную операцию против Армии обороны НКР
Спустя сутки после начала боевых действий, днём 20 сентября появились сообщения, что руководство НКР согласилось вывести «оставшихся армянских военных» из Нагорного Карабаха, расформировать и полностью разоружить формирования «армии обороны Нагорного Карабаха» и вывести с территории Нагорного Карабаха тяжёлую военную технику и вооружения. Стороны договорились о прекращении огня с 13:00 по местному времени 20 сентября 2023.

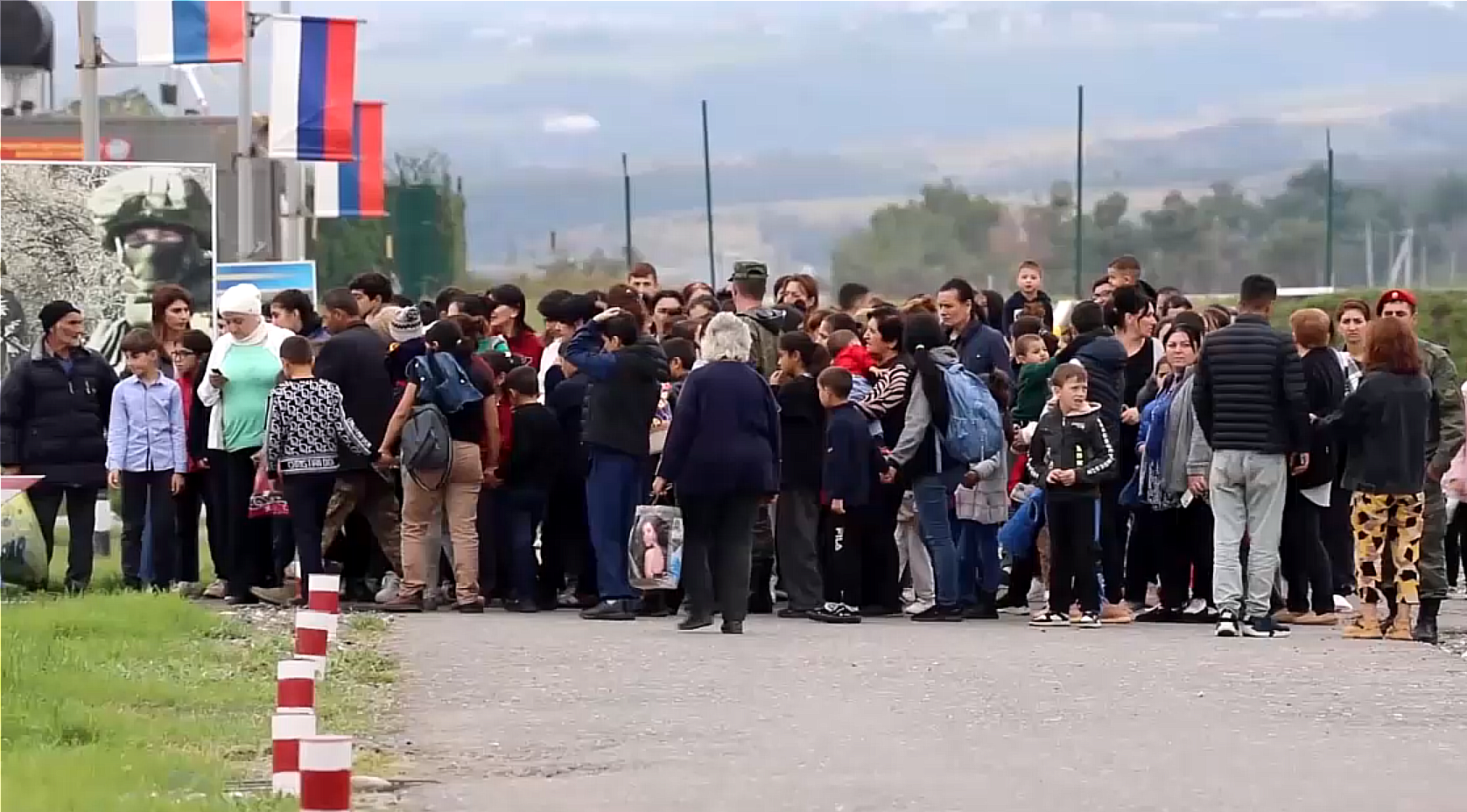
Карабахские армяне ищут спасения у российских миротворцев, 21 сентября 2023 года

19—20 сентября 2023 года вооружённые силы Азербайджана провели военную операцию против Нагорно-Карабахской Республики. Азербайджан за сутки добился полного контроля над Нагорно-Карабахской Республикой. Представители Нагорного Карабаха объявили о прекращении огня на условиях, которые по сути являются актом капитуляции республики.
28 сентября 2023 года глава Нагорного Карабаха Самвел Шахраманян подписал указ о прекращении существования Нагорно-Карабахской Республики с 1 января 2024 года. После прекращения боевых действий к 29 сентября 2023 года более 97 735 армян Нагорного Карабаха уехало в Армению (свыше 70% населения Нагорного Карабаха).

## Позиции сторон в разрешении карабахского конфликта

### Позиция армянской стороны

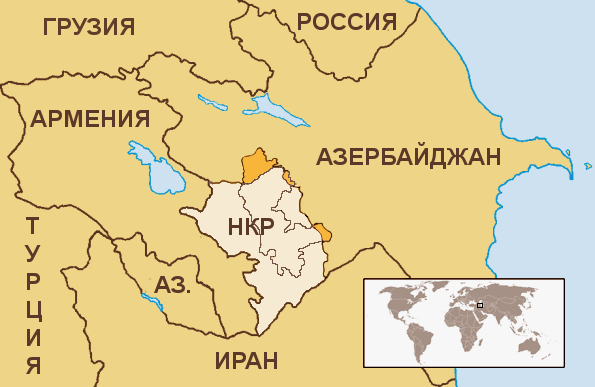
Кремовым цветом указана территория, фактически контролируемая Нагорно-Карабахской Республикой до начала боевых действий в 2020 году. Оранжевым указаны заявленные территории НКР, контролируемые Азербайджаном после завершения войны

Президент НКР Бако Саакян 8 марта 2011 года, выступая с речью в Париже на конференции «17 лет после установления перемирия 1994 года: чего достиг Нагорный Карабах сегодня?», организованной во французском Институте международных отношений и стратегических исследований, отметил: «Арцах являлся одной из провинций исторической Армении и всегда играл важную роль в истории армянского народа, долгое время был последним осколком независимой армянской государственности и эпицентром национально-освободительной борьбы». Президент назвал 1918 год «началом зарождения карабахской проблемы, когда при вмешательстве Османской Турции в Закавказье создаётся государство под названием „Азербайджан“, которое никогда до этого не существовало в истории и с первого же дня своего формирования начало предъявлять территориальные претензии всем соседним государствам с целью формирования сухопутных границ с Османской империей и создания пантюркистской державы». Президент Саакян подчеркнул, что решение о насильственном присоединении Арцаха к Советскому Азербайджану, принятое Кавказским бюро большевистской партии, было направлено на распространение большевизма на Востоке.
Касаясь урегулирования азербайджано-карабахского конфликта, Бако Саакян подчеркнул, что руководство НКР является сторонником решения всех имеющихся с Азербайджаном вопросов исключительно мирными методами и путём непосредственного диалога, при этом отметив, что это вовсе не означает, что НКР не готова или же не в состоянии в случае необходимости защитить свою независимость и безопасность. Глава НКР подчеркнул, что не может быть и речи даже о незначительном ослаблении независимости и безопасности НКР, которые для народа НКР являются исключительными ценностями, не подлежащими торгу. Самым большим препятствием в переговорном процессе он считает деструктивную позицию Азербайджана и проводимую им радикальную и воинственную антиармянскую политику. Президент Саакян подчеркнул, что к переговорам надо подходить с осознанием невозможности возвращения к прошлому и бесперспективности основанных на предусловиях подходов.
Говоря о международном признании НКР, глава государства отметил, что хотя это и тесно связано с урегулированием карабахского конфликта, они являются разными процессами. Согласно Бако Саакяну, можно думать, что республика получит международное признание после урегулирования конфликта. Но с тем же успехом можно сказать, что конфликт будет разрешён после международного признания Арцаха. Президент отметил, что опыт последних 2-3 лет показывает, что урегулирование аналогичных конфликтов идёт именно по этому сценарию, яркими примерами чего являются Косово, Абхазия, Южная Осетия и Южный Судан. Глава государства подчеркнул, что Нагорно-Карабахская Республика заслужила право быть полноценным членом международного сообщества и с политической, и с правовой, и с моральной точек зрения. «В течение двух десятилетий существования Республики Арцах нам удалось построить демократическую, стабильно развивающуюся и не представляющую ни для кого опасности страну. А такая страна не может быть не признана», — заключил президент.

### Позиция азербайджанской стороны

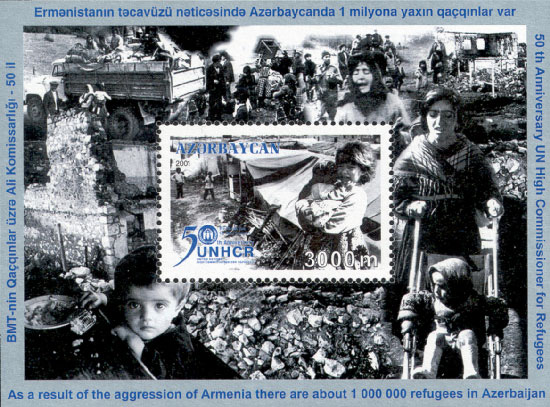
Почтовый блок Азербайджана, посвящённый беженцам карабахского конфликта

Азербайджан настаивает на решении конфликта, основанном на уважении к территориальной целостности и нерушимости международно-признанных границ государства и мирном сосуществовании армянской и азербайджанской общин в нагорно-карабахском регионе. С этой целью, согласно официальной позиции Азербайджана, должны быть освобождены все оккупированные территории и возвращены в свои дома насильственно перемещённые лица.
Азербайджан предложил заключение мирного договора на основе 5 принципов:
- взаимное признание государствами суверенитета, территориальной целостности, неприкосновенности международно признанных границ и политической независимости друг друга
- взаимное подтверждение отсутствия у государств территориальных притязаний друг к другу и принятие юридического обязательства, связанного с отказом в будущем от такого притязания
- отказ от создания угрозы безопасности в межгосударственных отношениях, использования угроз и силы в отношении политической независимости и территориальной целостности друг друга, а также других фактов, не отвечающих целям Устава ООН
- делимитация и демаркация государственной границы, установление дипломатических отношений
- открытие транспортного сообщения и коммуникаций, налаживание других соответствующих коммуникаций и установление сотрудничества в других сферах, представляющих взаимный интерес

## Последствия

### Потери
В результате двух войн общее количество военных потерь составило 32 000 человек (25 000 в результате Первой карабахской войны и 7 000 в результате Второй карабахской войны).
По утверждениям азербайджанской стороны, в 1990-е годы были осуществлены 32 террористических акта (взрывы в метро, автобусах, на паромах, в поездах), в результате которых погибло более 2 тысяч мирных азербайджанцев.
Азербайджан заявляет об обнаружении массовых захоронений на территории сёл Дашалты Шушинского района, Эдилли Ходжавендского района, Сырхавенд Агдамского района, Фаррух Ходжалинского района.

### Минирование территории
Согласно официальному сайту президента Азербайджана, за период конфликта Арменией было заложено на данной территории более 1 миллиона мин.
За период после окончания Второй карабахской войны от разрыва мин по состоянию на март 2023 года погибли или были тяжело ранены около 300 граждан Азербайджана.

### Пропавшие без вести
С момента заключения 5 мая 1994 года Бишкекского соглашения о прекращении огня судьба более четырёх тысяч граждан Азербайджана, которые всё ещё числятся пропавшими без вести, остаётся неясной. Начиная с 1992 года Международный комитет Красного Креста тесно сотрудничает с Азербайджанским обществом Красного Полумесяца, оказывая при этом содействие властям в выполнении обязательств в области международного гуманитарного права и осуществления права семей лиц, пропавших без вести, на информацию о судьбе их близких.
После окончания Второй Карабахской войны начались поиски останков лиц, пропавших без вести. По словам начальника отдела особых расследований Военной прокуратуры Азербайджана Эмиля Тагиева, по состоянию на 3 июня 2023 года обнаружены останки более 400 человек.
По словам председателя государственной комиссии НКР по вопросам военнопленных, без вести пропавших и заложников Виктора Кочаряна, по состоянию на 2017 год пропавшими без вести считаются 600 жителей НКР. По словам руководителя рабочей группы Комиссии Армении по вопросам пленных, заложников и без вести пропавших Армена Каприеляна, пропавшими без вести считаются 200 жителей Армении.

### Беженцы
По утверждению официального Баку, в результате конфликта более 1 миллиона человек стали беженцами в Азербайджане.

### Разрушения
Согласно официальному сайту президента Азербайджана, в результате военных и иных действий на данной территории были разрушены города, сёла, культурные и религиозные памятники. На территории 10 тысяч км2 разрушены здания, в том числе 65 из 67 мечетей.